# Wimbledon (tennistoernooi)
The Wimbledon Championships, populair bekend als Wimbledon, is het oudste tennistoernooi ter wereld. Wimbledon is een van de vier grandslamtoernooien en wordt beschouwd als het meest prestigieuze tennistoernooi ter wereld. Het is ook het grootste grastennistoernooi.
Het jaarlijks terugkerende grandslamtoernooi, dat voor het eerst in 1877 werd gespeeld, wordt gehouden op het tennispark van de exclusieve privétennisclub All England Lawn Tennis and Croquet Club (AELTC) in de Londense buitenwijk Wimbledon. De  AELTC is tevens de organisator. 
The Wimbledon Championships staan bekend om haar vele tradities, regels, etiquette en het conservatieve karakter van het toernooi. Een van de bekendste regels is het verplicht dragen van witte kleding door de spelers. Het conservatieve karakter uit zich op meerdere vlakken. Wimbledon is dikwijls het grandslamtoernooi dat het langst bepaalde regels en gebruiken handhaaft, die andere grandslamtoernooien al jaren eerder hebben aangepast. Zo was Wimbledon in 2023 het laatste grandslamtoernooi dat het best of five setsysteem afschafte in het mannendubbelspel, in 2019 werd het aantal deelnemers (128) in het vrouwenkwalificatietoernooi gelijkgetrokken aan de mannen, in 2007 was het samen met Roland Garros het laatste grandslamtoernooi dat het prijzengeld van de mannen en vrouwen gelijktrok en ballenmeisjes werden pas voor het eerst ingeschakeld in 1977. Tot en met de editie van 2021 werd er niet gespeeld op de middelste zondag (Middle Sunday).
Wimbledon wordt, evenals de drie andere grandslamtoernooien, georganiseerd onder auspiciën van de International Tennis Federation. Aan het hoofdtoernooi doen 128 enkelspelers en 64 dubbelspelkoppels per geslacht mee. Ook zijn er 32 m/v-koppels in het gemengd dubbelspeltoernooi (t/m 2021 namen er 48 koppels deel).

## Geschiedenis
De eerste Wimbledon (amateur)tenniskampioenschappen, gehouden in 1877, waren een geheel Engelse aangelegenheid. Het evenement heette toen de Lawn Tennis Championships en werd georganiseerd door de All England Lawn Tennis and Croquet Club. Er deden alleen mannen mee. Het toernooi werd gewonnen door Spencer Gore. De eerste kampioenschappen werden georganiseerd om de reparatiekosten (tien pond) van de kapotte ‘pony roller’, voor het onderhoud van de grasterreinen, te dekken. Onder meer met de vijf pence voor een ticket van de finale, die tweehonderd toeschouwers lokte.
In 1884 werden toernooien voor vrouwen en voor mannendubbelspel toegevoegd. De eerste winnaar van het vrouwenenkelspel was Maud Watson.
De Amerikaanse May Sutton was in 1905 de eerste niet-Britse kampioene. Twee jaar later presteerde de Australiër Norman Brookes hetzelfde bij de mannen. 
In 1922 verhuisde het toernooi van Worple Road naar Church Road waar een nieuw tenniscomplex voor 14.000 toeschouwers was gebouwd, wat de groei en populariteit van het toernooi heeft bevorderd. (Coördinaten: 51° 26′ 3″ NB, 00° 12′ 50″ WL)
Van 1937 tot en met 2012 was er geen Britse winnaar meer geweest bij de mannen, en sinds 1977 is dit ook niet meer bij de vrouwen gebeurd. Het meisjestoernooi werd wel in 1984 en 2008 gewonnen door de Britten. Andy Murray won bij de mannen in 2013, 77 jaar na de laatste Britse winnaar Fred Perry in 1936.
In 2007 werd het Hawk-Eyesysteem ingevoerd op het Centre Court en het Court No. 1 en sinds 2009 ook op Court No. 2.
Op 17 mei 2009 werd een verschuifbaar dak voor het Centre Court gepresenteerd door middel van demowedstrijden tussen (oud-)spelers Andre Agassi, Steffi Graf, Kim Clijsters en Tim Henman. Op 29 juni 2009 werd het dak voor het eerst gesloten bij een officiële wedstrijd op The Championships om de wedstrijd tussen Dinara Safina en Amélie Mauresmo te kunnen afronden. Tien jaar later, in 2019, werd eenzelfde verschuifbaar dak gebouwd bij Court No. 1. Door deze voorziening op Centre Court en Court No.1 kunnen partijen ook worden afgespeeld bij de invallende duisternis, onder de verlichting van de verschuifbare daken.
In 2009 werd ook een nieuw Court No. 2 geopend. Daar kunnen nu 4.000 mensen in. Het oude Court Number Two (Het kerkhof van de kampioenen) werd hernoemd naar Court No. 3 dat op zijn beurt werd verbouwd en in 2011 heropend.
Al jaren is Wimbledon het omvangrijkste tennistoernooi op gras ter wereld met het hoogste prestige en prijzengeld: in 2014 een recordbedrag van £ 45 miljoen. Bovendien geldt Wimbledon-toernooi wat afwijkende regels, zoals de regel dat alle spelers in het wit gekleed moeten zijn.
In 2012 organiseerde Londen de Olympische Zomerspelen. Voor het onderdeel tennis werden de banen van Wimbledon gebruikt. Tijdens dit toernooi speelden spelers in de landskleuren en ging het verplichte wit niet op.
Op 1 april 2020 werd het toernooi van dat jaar afgelast wegens de coronapandemie. Dit was de eerste keer sinds de Tweede Wereldoorlog dat het toernooi werd afgelast. De organisatie van het toernooi had zich na de SARS-uitbraak van 2003 verzekerd voor de gevolgen van een pandemie, waardoor ze een grote uitkering van de verzekeringsmaatschappij kregen, zodat ze geen verlies leden door de afgelasting van het toernooi.

## Bekers en prijzengeld

### Prijzengeld
Wimbledon was in 2007 het laatste grandslamtoernooi dat het prijzengeld voor mannen en vrouwen gelijktrok. Dit gebeurde na felle druk van Venus Williams. Op het US Open gebeurde dit al in 1973. Het Australian Open volgde in 2001, Roland Garros en Wimbledon volgde in 2007. Beide winnaars streken in 2007 één miljoen euro op. Sommigen protesteerden daartegen, omdat mannen om drie gewonnen sets spelen en zo veel langer op de baan staan dan vrouwen, die om twee gewonnen sets spelen.

## Tradities en kenmerken

### Tijdstip en duur
Het toernooi wordt gehouden eind juni/begin juli en duurt twee weken. Het toernooi start elk jaar op de maandag vijf weken voor de eerste maandag in augustus (dus de maandag tussen 27 juni en 3 juli). Tot 2015 was dit een week eerder, maar omdat het grasseizoen met een week is verlengd, is het toernooi een week later geplaatst. Thans is de periode tussen Roland Garros en Wimbledon drie weken, waar dit tot 2015 slechts twee weken was. Het toernooi eindigt standaard op zondag. Op de laatste zondag wordt traditioneel de mannenenkelspelfinale gespeeld. Op de laatste zaterdag wordt de vrouwenenkelspelfinale gespeeld.
Op de eerste zondag tijdens het toernooi (Middle Sunday) werd traditioneel tot en met de editie van 2021 niet gespeeld, tenzij het programma, bijvoorbeeld door overvloedige regenval, zodanig was uitgelopen dat dit wel nodig was. Dit is maar vier keer het geval geweest: in 1991, 1997, 2004 en 2016. In deze jaren was er heel veel regen gevallen tijdens de eerste week, waardoor er die week maar weinig gespeeld werd. In 2016 werd er weliswaar wel continu doorgespeeld op het Centre Court door het verschuifbare dak, maar desondanks was het dat jaar toch nodig om op de eerste zondag te spelen, omdat er op de buitenbanen haast niet gespeeld kon worden door de vele regen. Deze partijen werden op Middle Sunday alsnog gespeeld om de achterstand weg te werken. Vanaf het jaar 2022 wordt van deze traditie afgeweken en worden er ook op de Middle Sunday wedstrijden afgewerkt, waarmee het toernooi voortaan uit 14 speeldagen bestaat.
Met het doorspelen op de Middle Sunday is er vanaf 2022 ook een einde gekomen aan de Manic Monday. Manic Monday was de bijnaam die werd gegeven aan de tweede maandag van het toernooi, vanwege een overvloed van topmatchen. Doordat er op de eerste zondag van het toernooi niet werd gespeeld, werden alle 16 vierderondewedstrijden van zowel het mannen- als het vrouwenenkelspel, op de tweede maandag van het toernooi afgewerkt. Wimbledon was uniek met het programmeren van alle vierderondewedstrijden op één dag.
Van 1919 tot en met 1981 eindigde het toernooi een dag eerder, namelijk op de zaterdag. Het toernooi duurde in deze periode 12 dagen. De vrouwenenkelspelfinale vond toentertijd op de laatste vrijdag plaats en de mannenenkelspelfinale op zaterdag. Van 1877 tot en met 1914 was de duur van de kampioenschappen afhankelijk van het aantal inschrijvingen en werd de duur niet vooraf bepaald.

### Locatie
| Jaren           | #  |  | Jaren     | #  |  | Jaren     | #  |
| --------------- | -- |  | --------- | -- |  | --------- | -- |
| ↓ Worple Road ↓ |    |  |           |    |  |           |    |
| 1877-1880       | 12 |  | 1881-1921 | 10 |  |           |    |
| ↓ Church Road ↓ |    |  |           |    |  |           |    |
| 1922            | 13 |  | 1923      | 14 |  | 1924-1928 | 15 |
|                 |    |  |           |    |  |           |    |
| 1929-1936       | 17 |  | 1937-1965 | 16 |  | 1966-1970 | 16 |
|                 |    |  |           |    |  |           |    |
| 1971-1972       | 15 |  | 1973-1979 | 15 |  | 1980-1996 | 18 |
|                 |    |  |           |    |  |           |    |
| 1997            | 18 |  | 1998      | 18 |  | 1999-2001 | 20 |
|                 |    |  |           |    |  |           |    |
| 2002            | 18 |  | 2003-2007 | 19 |  | 2008      | 18 |
|                 |    |  |           |    |  |           |    |
| 2009            | 19 |  | 2010      | 17 |  | 2011-2013 | 19 |
|                 |    |  |           |    |  |           |    |
| 2014            | 17 |  | 2015-2016 | 19 |  | 2017-2023 | 18 |

| Jaren      | Show courts                                 |
| ---------- | ------------------------------------------- |
| 1990-1996  | Centre Court, Court No. 1, 2, 3, 13, 14     |
| 1997-2007  | Centre Court, Court No. 1, 2, 3, 13, 18     |
| 2008       | Centre Court, Court No. 1, 2, 3, 11, 14, 18 |
| 2009       | Centre Court, Court No. 1, 2, 3, 4, 18      |
| 2010       | Centre Court, Court No. 1, 2, 5, 12, 18     |
| 2011-heden | Centre Court, Court No. 1, 2, 3, 12, 18     |

| Baan         | Zitplaatsen        |                    | Baan               | Zitplaatsen        |
| ------------ | ------------------ | ------------------ | ------------------ | ------------------ |
| Centre Court | 14.974             |                    | Court No. 9        | –                  |
| Court No. 1  | 12.345             | Court No. 10       | –                  |                    |
| Court No. 2  | 4.063              | Court No. 11       | 112                |                    |
| Court No. 3  | 1.980              | Court No. 12       | 1.736              |                    |
| Court No. 4  | 170                | Court No. 14       | 318                |                    |
| Court No. 5  | –                  | Court No. 15       | 318                |                    |
| Court No. 6  | –                  | Court No. 16       | 314                |                    |
| Court No. 7  | 112                | Court No. 17       | 312                |                    |
| Court No. 8  | 170                | Court No. 18       | 782                |                    |
| Totaal       | 37.706 zitplaatsen | 37.706 zitplaatsen | 37.706 zitplaatsen | 37.706 zitplaatsen |

| Jaar      | Capaciteit      |            | Jaar   | Capaciteit |
| --------- | --------------- | ---------- | ------ | ---------- |
| 1975-1986 | 31.000 – 32.000 |            | 2007   | 36.000     |
| 1987-1992 | 28.000          | 2008       | 36.500 |            |
| 1993-1996 | 28.000 – 29.000 | 2009       | 40.000 |            |
| 1997-1998 | 32.000          | 2010       | 37.500 |            |
| 1999-2000 | 33.500          | 2011-2014  | 38.500 |            |
| 2001      | 34.500          | 2015-2018  | 39.000 |            |
| 2002-2003 | 35.000          | 2019-heden | 42.000 |            |
| 2004-2006 | 35.500          |            |        |            |

| Jaren      | Aorangi Park | Car Park 4 | Southlands College Site | Tot. |
| ---------- | ------------ | ---------- | ----------------------- | ---- |
| 1980-1986  | 12           | –          | –                       | 12   |
| 1987-2002  | 14           | –          | –                       | 14   |
| 2003       | 14           | 2          | –                       | 16   |
| 2004-2017  | 14           | 2          | 6                       | 22   |
| 2019-heden | 12           | 2          | 6                       | 20   |

| Jaren     | Locatie                                       | # |
| --------- | --------------------------------------------- | - |
| 1965-2000 | Queen’s Club, Kensington, London W14          | 6 |
| 1979      | St. George’s Hill Club, Weybridge, Surrey     | 4 |
| 1979-1980 | Roehampton Club, London SW15                  | 3 |
| 1981-1992 | Ealing Club, London W5                        | 8 |
| 1993-2009 | The Club’s ground at Raynes Park, London SW20 | 6 |

Wimbledon wordt sinds 1922 gehouden op de All England Lawn Tennis and Croquet Club (AELTC) aan de "Church Road" in de Londense buitenwijk Wimbledon. De belangrijkste banen zijn het Centre Court en Court No. 1. Het derde grootste stadion is Court No. 2. Centre Court, Court No. 1, Court No. 2, 3, 12 en 18 zijn de 'show courts', op deze banen worden de belangrijkste wedstrijden geprogrammeerd en is de toeschouwerscapaciteit het grootst. In totaal heeft de AELTC 18 wedstrijd-grasbanen aan de "Church Road" en 12 trainings-grasbanen gelegen in het Aorangi Park aan de noordzijde van het park. Het tennispark heeft anno 2023 een bezoekerscapaciteit van 42.000 toeschouwers, waarvan 37.706 zitplaatsen. Verder heeft de club tijdens het toernooi de beschikking over 6 tijdelijke trainings-grasbanen op de 3 croquetbanen aan de noordzijde van het park. Daarnaast heeft de club 6 Amerikaanse gravelbanen en 2 acrylicbanen aan de oostzijde van het park. In 2022 hoopt de AELTC het 'Somerset Road project' af te ronden, waarmee er een flinke uitbreiding zal worden gerealiseerd ten westen van het park aan de Somerset Road. Er zullen 6 indoor acrylicbanen en 6 Amerikaanse gravelbanen in de openlucht worden bijgebouwd.
Bovendien heeft de AELTC in 1990 de All England Community Sports Ground (AECSG) in het Raynes Park verworven, waar nog eens 16 trainings-grasbanen, 13 acrylicbanen in de openlucht en 6 indoor acrylicbanen beschikbaar zijn. Buiten de grasbanen om, worden alle tennisbanen het jaar rond gebruikt door de leden van de club en door gesponsorde leden van de Britse tennisbond de LTA. De grasbanen zijn bespeelbaar van mei tot en met september, met uitzondering van Centre Court en de overige 17 wedstrijdbanen, die alleen worden gebruikt tijdens het toernooi. Alle grasbanen worden elk jaar in september gerenoveerd.
Van het beginjaar 1877 tot en met 1921 werd gespeeld aan de "Worple Road", tevens gelegen in de Londense buitenwijk Wimbledon. In 1922 werd het toernooi verplaats naar het park aan de "Church Road", met in totaal 13 wedstrijdbanen, te weten Centre Court en de banen 3–14. Court No. 2  zou in 1923 worden toegevoegd en Court No. 1 in 1924, waarmee er in totaal 15 wedstrijdbanen waren. In 1929 werd het park ten zuiden uitgebreid met de banen 15 en 16, tot in totaal 17 wedstrijdbanen. In 1937 werd de meest oostelijk gelegen baan Court No. 7 gesloopt en werden de rest van de banen 8–16 hernummerd tot 7–15. Tot en met 1965 zou het park ongewijzigd blijven. In 1966 werd Court No. 6 gesloopt en werd er een nieuwe baan gebouwd ten oosten van Court No. 15, alle banen vanaf Court No. 6 werden tevens hernummerd. In 1971 werd Court No. 11 gesloopt en kwam het park uit op 15 wedstrijdbanen.  
Het gebied ten noorden van het Centre Court werd bekend als het Aorangi Park nadat de club in 1967 het 11 hectare grote land kocht van John Barker Ltd. van Kensington en vervolgens dit land verhuurde aan de 'New Zealand Sports and Social Club'. Aorangi, wat 'wolk in de lucht' betekend, is de Maori-naam voor de hoogste Nieuwe-Zeelandse berg Mount Cook. Elk jaar tijdens The Championships werd een klein deel van het land gebruikt voor het parkeren van auto's. In 1977 werd de Tea Lawn uitgebreid richting het Aorangi Park en een jaar later werd de noordgrens van het originele park (North Road) ook noordwaarts verschoven zodat deze gelijk kwam te liggen met de Tea Lawn en dit de club de mogelijkheid bood om een nieuwe Debenture Holders’ Lounge te bouwen en vier nieuwe grasbanen aan te leggen. Deze banen werden in 1980 in gebruik genomen en kregen de nummers 14–17, waarna het park uitkwam op 18 wedstrijdbanen (er zou namelijk ook één baan gesloopt worden). Twee jaar later werd het Aorangi Park volledig binnen de omtrek van het park gebracht. In 1997 werd het nieuwe Court No. 1 geopend, welke is gebouwd in het Aorangi Park ten noorden van de banen 14–17. Tevens zouden in datzelfde deel van het park Court No. 18 en 19 geopend worden. Het oude Court No. 1 was gelegen ten westen van het Centre Court en had in de jaren 1991-1996 een capaciteit van 6.508 zitplaatsen en 820 staanplaatsen. Het nieuwe Court No. 1 had van 1997-2007 een capaciteit van 11.429 zitplaatsen, van 2008-2018 een capaciteit van 11.393 zitplaatsen en vanaf 2019 een capaciteit van 12.345 zitplaatsen. Deze laatste capaciteitsuitbreiding ging gepaard met de bouw van een verschuifbaar dak op Court No. 1. Het Centre Court kreeg 10 jaar eerder een verschuifbaar dak. 
Een van de neveneffecten van het nieuwe Court No. 1, was het nieuwe grote televisiescherm dat aan de noordwestkant van het stadion is geïnstalleerd tegenover een heuvel genaamd Aorangi Terrace of The Hill. De 'picknickheuvel'  zorgt voor een natuurlijk amfitheater, waardoor de Grounds Pass tickethouders de mogelijkheid kregen om wedstrijden op de hoofdbanen te bekijken op het grote scherm. Vooral in de eind jaren '90, begin jaren '00 zouden de Britse supporters samenkomen op de heuvel om de wedstrijden van Tim Henman te bekijken. Hierdoor kreeg de heuvel de bijnaam Henman Hill. Later in de succesjaren van de Britt Andy Murray werd de heuvel omgedoopt tot Murray Mound. De heuvel heeft hierdoor een iconisch karakter gekregen en deze wordt ook veelvuldig in beeld gebracht bij juichmomenten van de toeschouwers.
- Centre Court (2022)
- Noord oost ingang Centre Court (2022)
- Court No. 3 (2022)
- Court No. 18 (2022)

### Ticketverkoop
Wimbledon is een toernooi dat toegankelijk wil zijn en blijven voor de 'normale man'. De ticketprijzen worden daarom welbewust laag gehouden. De organisatie zou op basis van het vraag en aanbod principe significant hogere ticketprijzen kunnen vragen.
De organisatie verkoopt separate tickets voor de 'show courts' Centre Court, Court No. 1, Court No. 2 en Court No. 3. Daarnaast kan men een Ground Pass kopen. Een Ground Pass geeft toegang tot het tennispark. Met een Ground Pass heeft men vrije toegang om wedstrijden te bekijken op de niet-gereserveerde zitplaatsen op de 'show courts' No.3, No.12 en No.18. Daarnaast geeft de Ground Pass toegang tot de buitenbanen No.4-No.11 en No.14-No.17, volgens het principe 'wie het eerst komt, het eerst maalt'. Ground Pass tickethouders kunnen ook plaatsnemen op Henman Hill om de wedstrijden op een groot scherm te aanschouwen. Op deze manier kunnen ook zij de wedstrijden op Centre Court en/of Court No. 1 bekijken.
Tickets worden vanaf 1924 vergeven middels een publieke loting (Public Ballot). Van 1924 tot en met 2019 moest er per brief een verzoek naar de organisatie worden gestuurd om als toeschouwer kaartjes te kunnen krijgen. Vervolgens kreeg men een aanmeldformulier toegestuurd, die men ingevuld moest retourneren. Vanaf 2020 kan men zich ook online inschrijven voor tickets. Elk jaar is er veel meer vraag dan er beschikbare tickets zijn, de publieke loting bepaalt wie tickets krijgt.
Wimbledon kent de traditie dat toeschouwers ook nog op de dag zelf tickets kunnen verkrijgen door in de wachtrij (Queue) te gaan staan. Elke dag zijn 500 tickets beschikbaar voor het Centre Court (uitgezonderd de laatste vier dagen), Court No. 1 en Court No. 2, zolang er wedstrijden op deze banen worden gespeeld. Het aantal Ground passes die dagelijks beschikbaar zijn voor mensen in de wachtrij is onbekend.  
Daarnaast past Wimbledon de wederverkoop van tickets toe. 'Show courts' tickets die na 15:00 uur (Engelse tijd) worden teruggegeven door vertrekkende toeschouwers, kunnen door Ground Pass houders worden gekocht aan de Ticket Resale Kiosk ten noorden van Court No. 18, voor een bedrag van £ 15 voor Centre Court en £ 10 voor No.1 Court en No.2 Court (prijzen anno 2023). De opbrengsten (na aftrek van btw) van deze wederverkoop schenkt de organisatie aan de Wimbledon Foundation. Door deze wederverkoop van 'show courts' tickets, zijn er op Wimbledon nauwelijks lege zitplaatsen op de 'show courts'.  
Voor de meer gegoede tennisfans bestaat ook het ‘Debenture-systeem’, dat je voor een periode van vijf jaar en voor elke toernooidag een ‘premium seat’ verzekert op Centre Court of Court No. 1, en toegang tot de vipbars en restaurants. Kostprijs voor Centre Court (periode 2021-2025): 95.000 euro, of minimum 1.350 euro per dag (als je élke dag van die vijf toernooien gebruikmaakt van je abonnement).  

### Gras
Wimbledon is sinds de Australian Open in 1988 de switch maakte van gras naar hardcourt, het enige grandslamtoernooi dat wordt gehouden op grasbanen. Sinds 1995 is het gras bij de AELTC 8 mm lang. De grasbanen worden sinds 2001 ingezaaid met 100 procent Engels raaigras. Deze grassoort kan volgens experts in vergelijking met de vorige grassoort (70 procent Engels raaigras/30 procent kruipend rood zwenkgras) beter tegen de slijtage van het moderne tennisspel.
De snelheid van de grasbanen wordt bepaald door een aantal factoren, zoals de algemene verdichting van de grond in de loop van de tijd, evenals het weer voor en tijdens het evenement. De hoogte van de stuit van de bal wordt grotendeels bepaald door de grond en niet door het gras. De bal zal zwaarder en langzamer zijn op een koude en vochtige dag en daarentegen lichter en sneller op een warme en droge dag. De grond moet hard en droog zijn om 14 dagen te kunnen bespelen zonder de ondergrond van de baan te beschadigen.

### Slazenger tennisbal
Sinds 1902 is het merk Slazenger de officiële leverancier van de tennisballen op Wimbledon. Hiermee is het de langste sportsponsoring overeenkomst in de historie. Sinds 1995 hebben er geen wijzigingen plaatsgevonden in het type bal. In 1995 vond er een vrij minimale wijziging in de compressie van de bal plaats, waarmee de bal trager werd. Deze wijziging vond plaats in een poging om langere slagenwisselingen te krijgen. In 1986 deed de gele bal voor het eerste zijn intrede, daarvoor werd met een witte bal gespeeld. Onder druk van de televisie is de minder goed zichtbare witte bal vervangen door de gele bal.
In elke wedstrijd worden de ballen vervangen na de eerste zeven games (inclusief warm-up) en daarna na elke negende game. Gebruikte ballen kunnen gedurende de kampioenschappen dagelijks gekocht worden in de 'Southern Village store'. De opbrengsten gaan naar de Wimbledon Foundation. Elke editie worden er ongeveer 55.000 gebruikt.

### Weinig sponsorlogo’s
‘The Grounds’ van de All England Club zijn niet omzoomd en bekleed met reclameborden en opzichtige sponsorlogo’s. Zoals ook het Centre Court geen commerciële naam heeft. Herkenbaarheid, authenticiteit staan centraal. Sponsoren van Wimbledon, ook wel ‘official suppliers’, die ‘goods and services’ aanleveren zijn: Slazenger (tennisballen) sinds 1902, IBM (IT) sinds 1990, Lanson (champagne) sinds 2001, Ralph Lauren (kledij) sinds 2006, HSBC (bank) en Evian (water) sinds 2008. En sinds 2018 ook de eerste Aziatische sponsor: Oppo, een Chinese smartphonefabrikant. Een dikbetalende, aangezien sindsdien het logo ook discreet te zien is in de hoeken van de terreinen, zoals ook Slazenger, Jaguar, IBM en Rolex (boven het scorebord) subtiel op de achtergrond prijken.
Wimbledon blijft immers een business, die ook via merchandising (veel) geld genereert. Vooral de beroemde handdoeken zijn begeerd. Elk toernooi worden er ruim 25.000 verkocht, tegen een kostprijs van 40 euro. Ook het andere symbool van Wimbledon, strawberries and cream, is lucratief. Aangeleverd door Hugh Lowe Farms, dat in 1893 werd opgericht en al ruim 25 jaar partner is van het toernooi, worden er jaarlijks zo’n 38 ton geconsumeerd, of 1,9 miljoen (met de hand geplukte) aardbeien. Ook de leveranciers van zalm, cheddar en mozzarellakaas, brownies en kip, zijn familiebedrijven met een tientallen jaren oude geschiedenis.

### Protocol
De beker voor de kampioen bij de mannen en de schaal voor de kampioen bij de vrouwen worden elk jaar met hetzelfde ceremonieel uitgereikt door de prinses van Wales als beschermvrouw van de All England Lawn Tennis and Croquet Club.
In de periode 1969 tot en met 2021 reikte de hertog van Kent de prijzen uit als de president van de All England Lawn Tennis and Croquet Club. Een functie die hertog van Kent na de editie van 2021 overliet aan de hertogin van Cambridge, Kate Middleton. Zij had in 2017 ook al de titel als ‘patron’ van de AELTC overgenomen van Koningin Elizabeth II. 
Groen en paars zijn de traditionele Wimbledonkleuren. De verplichting dat de spelers overwegend wit dragen, was de reden waarom Andre Agassi een aantal jaren weigerde te spelen.

### Royal Box
De Royal Box is de koninklijke loge in het Centre Court, aan de korte zijde van het stadion. De Royal Box bestaat sinds 1922 en is bestemd voor leden van Britse (overzeese) koninklijke families, regeringsleiders, mensen uit de tenniswereld, commerciële partners, Britse krijgsmacht, prominente mediaorganisaties, supporters van het Britse tennis en andere lagen van de bevolking. De Royal Box heeft 74 zitplaatsen en toegang kan alleen verkregen worden op uitnodiging. Uitnodigingen komen van de voorzitter van de All England Club, rekening houdend met suggesties van leden van het organisatiecomité van Wimbledon, de Lawn Tennis Association (Britse tennisbond) en andere relevante bronnen. Gasten worden tevens uitgenodigd in het clubhuis voor een lunch en een drankje aan het einde van de dag. Het protocol in de Royal Box is nette kleding, pak/jasje en stropdas, enz. Dames wordt gevraagd geen hoed te dragen, omdat die het zicht van degenen die achter hen zitten belemmeren.
Op de eerste zaterdag van het toernooi worden traditiegetrouw enkele prominente gasten in de Royal Box geïntroduceerd aan het publiek. Tot en met 2022 werden de gasten voorgesteld door de BBC-commentatrice Sue Barker. Na het afscheid van Barker in 2022 is deze taak overgenomen door de BBC-commentatrice Clare Balding.
The Queen Elizabeth II van het Verenigd Koninkrijk bezocht Wimbledon viermaal: in 1957, 1962, 1977 en de laatste keer in 2010. Bij aanwezigheid van koniging Elizabeth of prins Charles, werden spelers geacht bij het betreden van het veld te buigen naar de Royal Box. Deze traditie gold tot 2003 voor elke wedstrijd in het bijzijn van een lid van de koninklijke familie, maar werd nadien afgeschaft, tenzij bij de aanwezigheid van Elizabeth of prins Charles.

### Plaatsingssysteem
Wimbledon had tussen 2002 en 2019 een eigen systeem voor de plaatsing van mannelijke spelers, waarmee Wimbledon het enige grandslamtoernooi was met een afwijkend plaatsingssysteem. Het 'Wimbledon grasbaan plaatsingssysteem' bij de mannen was gebaseerd op de ATP-ranglijst, waarbij de prestaties op gras van de afgelopen twee jaren zwaarder telden: de ATP-punten op gras van het afgelopen jaar werden verdubbeld en het beste grasresultaat van het jaar daarvoor voor 75 procent extra meegeteld werd. In 2021 (na de afgelaste editie van 2020) is Wimbledon afgestapt van het aparte plaatsingssysteem en sindsdien wordt de plaatsing weer gebaseerd op de ATP-ranglijst, zoals ook gebruikelijk is bij de andere drie grandslamtoernooien. De grandslamtoernooien zijn onafhankelijke toernooien en vallen niet onder auspiciën van de mannentennisbond ATP of de vrouwentennisbond WTA en zijn hierdoor op velen gebieden vrij om hun 'eigen' regels te bepalen, waaronder dus de methode voor het bepalen van de reekshoofden.

### Varia
- Wimbledon wordt ook wel 'SW19' genoemd. SW19 refereert naar de postcode van de All England Lawn Tennis Club. De wijk Wimbledon is gelegen in 'South West' Londen.[26][27]
- Vanaf 1934 wordt de openingswedstrijd traditioneel gespeeld op de eerste maandag op Centre Court, door de uittredend kampioen van het mannenenkelspel. In afwezigheid van de uittredend kampioen wordt de openingswedstrijd gespeeld door de runner-up van het voorgaande jaar. De uittredend kampioen of runner-up van het vrouwenenkelspel opent traditioneel op de eerste dinsdag op Centre Court. Tot en met 1982 begon het vrouwenenkelspeltoernooi ook pas op de eerste dinsdag van het toernooi. Vanaf 1983 is het deelnemersveld van het vrouwenenkelspel uitgebreid van 96 naar 128 en worden er ook wedstrijden uit het vrouwenenkelspel gespeeld op de openingsdag van het toernooi. De traditie dat de uittredend kampioen of runner-up van het vrouwenenkelspel het spel op de eerste dinsdag opent is voortgezet.
- Tot en met 1976 werden enkel ballenjongens ingezet. Vanaf 1977 werden ook ballenmeisjes ingeschakeld.
- Voor het Centre Court, Court No. 1, Court No. 2, Court No. 3, Court no. 12 en Court no. 18 wordt het Hawk-Eyesysteem gebruikt om te bepalen of een bal in of uit geslagen is. Op de andere banen wordt het oudere cyclopssysteem toegepast.
- 2007 was het jaar van de meeste regenonderbrekingen: de teller stond op 143. In het verleden moest het toernooi daardoor drie keer worden verlengd. Zo'n verlenging was in 2007 echter niet nodig.
- Het oude Court No. 2 (vanaf 2009 hernoemd tot Court No. 3) werd ook wel The Grave Yard of Het Kerkhof der Kampioenen genoemd, aangezien geplaatste spelers op deze baan vaak het onderspit moesten delven tegen mindere spelers.
- Tijdens het toernooi van 2010 werd de langste tenniswedstrijd in de geschiedenis gespeeld; John Isner en Nicolas Mahut stonden 11 uur en 5 minuten op de baan. Isner won (6-4, 3-6, 6-7(7), 7-6(3) en 70-68). Om in de toekomst zulke extreem lange partijen te voorkomen, is sinds 2019 ook in de beslissende set een tiebreak voorgeschreven. Dit gebeurt dan bij een stand van 12–12. Voor het eerst deed dit zich voor op woensdag 10 juli 2019, tijdens de derderondepartij van het gemengd dubbelspel tussen Siegemund/Sitak en Dabrowski/Pavić – het Duits/Nieuw-Zeelands koppel won. Vervolgens gebeurde het ook in de mannenfinale op zondag 14 juli 2019 tussen Novak Đoković en Roger Federer. De tiebreak, en daarmee dus de wedstrijd en de titel, werd gewonnen door Đoković. Dit was tevens de langste finale ooit op Wimbledon (4 uur 57 minuten).[28] In 2022 besloot de AELTC in gezamenlijkheid met de drie andere grandslamtoernooien om bij alle grandslamtoernooien dezelfde regels te hanteren voor de beslissende set. In de beslissende set wordt vanaf 2022 bij een stand van 6–6 een supertiebreak (tot 10 punten) gespeeld.[29][30]
- Wimbledon heeft een avondklok (curfew) die ingaat om 23:00 uur Britse tijd (24:00 uur Nederlandse tijd). Na dit tijdstap mag er niet meer worden getennist op Wimbledon. Deze avondklok is ingevoerd om de overlast voor omwonenden zoveel mogelijk te beperken. Tot 2009 hoefde de avondklok nooit in werking te treden, aangezien Wimbledon tot dat jaar nog geen verschuifbaar dak had en er door de invallende duisternis tot ongeveer 21:00 Britse tijd (22:00 uur Nederlandse tijd) gespeeld kon worden. Vanaf 2009 wordt bij de invallende duisternis het verschuifbare dak op het Centre Court gesloten en een nog niet afgeronde wedstrijd, afgespeeld onder een verlicht dak. Sinds 2019 gebeurt dit ook op Court No. 1. Op de buitenbanen geldt sinds dat jaar nog steeds dat er vanwege de invallende duisternis tot ongeveer 21:00 uur Britse tijd (22:00 uur Nederlandse tijd) kan worden gespeeld aangezien deze banen niet verlicht kunnen worden. Op deze banen kan het dus nog wel voorkomen dat partijen moeten worden onderbroken als deze niet voor 21:00 uur Britse tijd (22:00 uur Nederlandse tijd) kunnen worden afgerond. Deze worden dan de volgende dag afgemaakt. In 2025 moesten hierdoor zowel de eerste als de tweede partij van onder andere Botic van de Zandschulp worden onderbroken met als gevolg dat hij vier dagen achter elkaar moest spelen.[31] Tijdens de editie van 2023 werden door de avondklok twee partijen onderbroken en de volgende dag verder gespeeld. Dit was de wedstrijd tussen Murray-Tsitsipas in de tweede ronde en Hurkacz-Djokovic in de vierde ronde. In 2012 werd de curfew voor de eerste en enige keer ‘overtreden’, tijdens een wedstrijd die Andy Murray speelde/won tegen Marcos Baghdatis, en de wedstrijd stopte om… 23.02 uur Britse tijd.
- In 2019 werd afgeweken van het gebruikelijke speelschema van het finaleweekeinde. Omdat de mannendubbelspelfinale op zaterdag erg lang duurde, moest de vrouwendubbelspelfinale (die normaal gesproken daarna gespeeld wordt) worden verplaatst naar de zondag. Als gevolg hiervan moest ook de finale van het gemengd dubbelspel worden verplaatst – terwijl die normaal gesproken als laatste wordt gespeeld op het Centre Court, werd deze in plaats daarvan tegelijk met de finale van het mannenenkelspel gespeeld op Court No. 1. Zodoende kon de uitgestelde vrouwendubbelspelfinale na de mannenfinale worden afgewerkt op het Centre Court. In 2021 werden de vrouwen- en mannendubbelspelfinales daarom verwisseld. Dat jaar werd na de vrouwenfinale eerst de vrouwendubbelspelfinale en daarna de mannendubbelspelfinale gespeeld. Vanaf 2022 worden de finales verspreid over drie dagen gespeeld: op donderdag de finale van het gemengd dubbelspel, op zaterdag de finales van het vrouwenenkelspel en het mannendubbelspel en op zondag de finales van het mannenenkelspel en het vrouwendubbelspel. In 2024 werden de finales echter weer gespeeld volgens het schema van voor 2022 omdat door de vele regen veel dubbelpartijen moesten worden verplaatst naar andere dagen. Deze partijen konden dan op de donderdag en de vrijdag worden afgewerkt.
- In 2022 bestond het Centre Court 100 jaar. Op zondag 3 juli van dat jaar werd hier uitgebreid bij stilgestaan met een ceremonie onder leiding van BBC-commentatrice Sue Barker en drievoudig Wimbledon winnaar John McEnroe. De ceremonie bevatte videomontages, een live optreden van Freya Ridings op een witte piano, Cliff Richard die zijn acapella singalong-uitvoering van Summer Holiday uit 1996 herhaalde (met Pam Shriver deinend op de achtergrond, net zoals ze in 1996 ook deed) en een parade van oud-kampioenen: Angela Mortimer, Ann Haydon-Jones, Stan Smith, Jan Kodeš, Pat Cash, Conchita Martinez, Martina Hingis, Goran Ivanisevic, Lleyton Hewitt, Marion Bartoli, Angelique Kerber, Simona Halep, Stefan Edberg, Rafael Nadal, Petra Kvitova, Andy Murray, Margaret Court, John Newcombe, John McEnroe, Chris Evert, Rod Laver, Bjorn Borg, Venus Williams, Billie Jean King, Novak Djokovic en Roger Federer.[8]
- The All England Lawn Tennis Club brengt ieder jaar voor het begin van Wimbledon een compendium uit, met daarin de complete geschiedenis inclusief statistieken van het tennistoernooi (editie 2023). Anno 2023 is de 33e editie van het compendium uitgebracht door Vision Sports Publishing Ltd. In 1991 werd het eerste compendium uitgebracht, welke was samengesteld door Alan Little M.B.E. (1928-2017). Het boek bestond destijds nog uit een relatief bescheiden 216 pagina's en is anno 2023 uitgegroeid tot een boek met 560 pagina's. Alan Little M.B.E. zou het compendium 27 jaar lang jaarlijks actualiseren, tot zijn overlijden in 2017 op 89-jarige leeftijd. Alan's werk zou vanaf 2017 worden voortgezet door Wimbledon bibliothecaris en club historicus Robert McNicol. De AELTC en Wimbledon zijn uniek in het uitbrengen van zo'n uitgebreid naslagwerk over een sporttoernooi.
- (Ex-)tennissers die ooit minstens de kwartfinale in het enkelspel, de halve finale in het dubbelspel of de finale in het gemengde dubbelspel haalden, krijgen ongelimiteerd toegang tot Wimbledon. Zij worden immers automatisch toegevoegd aan de Last 8 Club, in 1986 gecreëerd naar aanleiding van de honderdste verjaardag van Wimbledon. Het geeft hen, ook jaren na hun kwalificatie, recht op een vipticket. Oud-winnaars worden zelfs elk jaar geïnviteerd voor een lunch in de Royal Box.
- Een icoon van Wimbledon is Rufus the Hawk (uit 2007), een Harris’ buizerd die op Wimbledon wordt ingezet om vooral duiven te verjagen. Die zijn immers belust op graszaad en etensresten van toeschouwers. Rufus patrouilleert elke morgen van vijf tot acht uur, wanneer er nog geen publiek is. Hij moet zo voorkomen dat duiven zich nestelen in de daken van de twee grote stadions, en dat wedstrijden onderbroken worden, iets wat eind jaren negentig een groot probleem was. Daarom werd toen een professionele valkenier ingeschakeld, Wayne Davis. Rufus is intussen een beroemdheid, want hij heeft zijn eigen accounts op Instagram, X en Facebook, en ook een eigen inkompas, met een foto en daaronder zijn functie: Bird Scarer.
- De vrouwenfinale van 2025 was de meest eenzijdige ooit. Iga Świątek won deze finale met 6–0, 6–0 van Amanda Anisimova. Dit was de tweede keer dat een grandslamfinale eindigde in twee keer 6–0 (double bagel). De eerste keer dat dit gebeurde was op Roland Garros in 1988, toen Steffi Graf met 6–0, 6–0 won van Natallja Zverava.[32]

## Records en statistieken
|         | Meeste titels (enkel+dubbel)                                                                                  |
| ------- | --- |
| Mannen  | 13: Laurence Doherty (5 enkel, 8 dubbel) 10: Todd Woodbridge (9 dubbel, 1 gemengd)                            |
| Vrouwen | 20: Billie Jean King (6 enkel, 10 dubbel, 4 gemengd) 20: / Martina Navratilova (9 enkel, 7 dubbel, 4 gemengd) |

|         | Meeste titels: enkelspel |
| ------- | ------------------------ |
| Mannen  | 8: Roger Federer         |
| Vrouwen | 9: / Martina Navratilova |

|         | Jongste titelwinnaars                   |
| ------- | --------------------------------------- |
| Mannen  | 17 jaar en 7 maand: Boris Becker (1985) |
| Vrouwen | 15 jaar en 9 maanden: Lottie Dod (1887) |

## Edities
| Editie            | Jaar | Geplande data                                           | Aantal speel- dagen | Categorie  | Prijzengeld  | Ondergrond   | Aantal toernooi- onderdelen | Aantal kwalificatie- toernooien |
| ----------------- | ---- | ------------------------------------------------------- | ------------------- | ---------- | ------------ | ------------ | --------------------------- | ------------------------------- |
| 137               | 2024 | ma. 1 juli - zo. 14 juli                                | 14                  | grand slam |              | gras, buiten | 20                          | 4                               |
| 136               | 2023 | ma. 3 juli - zo. 16 juli                                | 14                  | grand slam | £ 44.700.000 | gras, buiten | 20                          | 4                               |
| 135               | 2022 | ma. 27 juni - zo. 10 juli                               | 14                  | grand slam | £ 38.900.000 | gras, buiten | 20                          | 4                               |
| 134               | 2021 | ma. 28 juni - zo. 11 juli                               | 13                  | grand slam | £ 38.000.000 | gras, buiten | 15                          | 4                               |
| Af.               | 2020 | ma. 29 juni - zo. 12 juli                               | 13                  | grand slam | £ 10.066.000 | gras, buiten | –                           | –                               |
| 133               | 2019 | ma. 1 juli - zo. 14 juli                                | 13                  | grand slam | £ 38.000.000 | gras, buiten | 18                          | 4                               |
| 132               | 2018 | ma. 2 juli - zo. 15 juli                                | 13                  | grand slam | £ 34.000.000 | gras, buiten | 16                          | 4                               |
| 131               | 2017 | ma. 3 juli - zo. 16 juli                                | 13                  | grand slam | £ 31.600.000 | gras, buiten | 16                          | 4                               |
| 130               | 2016 | ma. 27 juni - zo. 10 juli                               | 13+1                | grand slam | £ 28.100.000 | gras, buiten | 16                          | 4                               |
| 129               | 2015 | ma. 29 juni - zo. 12 juli                               | 13                  | grand slam | £ 26.750.000 | gras, buiten | 14                          | 4                               |
| 128               | 2014 | ma. 23 juni - zo. 6 juli                                | 13                  | grand slam | £ 25.000.000 | gras, buiten | 14                          | 4                               |
| 127               | 2013 | ma. 24 juni - zo. 7 juli                                | 13                  | grand slam | £ 22.560.000 | gras, buiten | 14                          | 4                               |
| 126               | 2012 | ma. 25 juni - zo. 8 juli                                | 13                  | grand slam | £ 16.060.000 | gras, buiten | 14                          | 4                               |
| 125               | 2011 | ma. 20 juni - zo. 3 juli                                | 13                  | grand slam | £ 14.600.000 | gras, buiten | 14                          | 4                               |
| 124               | 2010 | ma. 21 juni - zo. 4 juli                                | 13                  | grand slam | £ 13.725.000 | gras, buiten | 14                          | 4                               |
| 123               | 2009 | ma. 22 juni - zo. 5 juli                                | 13                  | grand slam | £ 12.550.000 | gras, buiten | 14                          | 4                               |
| 122               | 2008 | ma. 23 juni - zo. 6 juli                                | 13                  | grand slam | £ 11.812.000 | gras, buiten | 13                          | 4                               |
| 121               | 2007 | ma. 25 juni - zo. 8 juli                                | 13                  | grand slam | £ 11.282.710 | gras, buiten | 13                          | 4                               |
| 120               | 2006 | ma. 26 juni - zo. 9 juli                                | 13                  | grand slam | £ 10.378.710 | gras, buiten | 13                          | 4                               |
| 119               | 2005 | ma. 20 juni - zo. 3 juli                                | 13                  | grand slam | £ 10.085.510 | gras, buiten | 13                          | 4                               |
| 118               | 2004 | ma. 21 juni - zo. 4 juli                                | 13+1                | grand slam | £ 9.707.280  | gras, buiten | 12                          | 4                               |
| 117               | 2003 | ma. 23 juni - zo. 6 juli                                | 13                  | grand slam | £ 9.373.990  | gras, buiten | 12                          | 4                               |
| 116               | 2002 | ma. 24 juni - zo. 7 juli                                | 13                  | grand slam | £ 8.825.320  | gras, buiten | 12                          | 4                               |
| 115               | 2001 | ma. 25 juni - zo. 8 juli                                | 13+1                | grand slam | £ 8.525.280  | gras, buiten | 12                          | 4                               |
| 114               | 2000 | ma. 26 juni - zo. 9 juli                                | 13+1                | grand slam | £ 8.056.480  | gras, buiten | 12                          | 4                               |
| 113               | 1999 | ma. 21 juni - zo. 4 juli                                | 13                  | grand slam | £ 7.595.330  | gras, buiten | 12                          | 4                               |
| 112               | 1998 | ma. 22 juni - zo. 5 juli                                | 13                  | grand slam | £ 7.207.590  | gras, buiten | 12                          | 4                               |
| 111               | 1997 | ma. 23 juni - zo. 6 juli                                | 13+1                | grand slam | £ 6.884.952  | gras, buiten | 12                          | 4                               |
| 110               | 1996 | ma. 24 juni - zo. 7 juli                                | 13+1                | grand slam | £ 6.465.910  | gras, buiten | 12                          | 4                               |
| 109               | 1995 | ma. 26 juni - zo. 9 juli                                | 13                  | grand slam | £ 6.025.550  | gras, buiten | 12                          | 4                               |
| 108               | 1994 | ma. 20 juni - zo. 3 juli                                | 13                  | grand slam | £ 5.682.170  | gras, buiten | 12                          | 4                               |
| 107               | 1993 | ma. 21 juni - zo. 4 juli                                | 13                  | grand slam | £ 5.048.450  | gras, buiten | 12                          | 4                               |
| 106               | 1992 | ma. 22 juni - zo. 5 juli                                | 13+1                | grand slam | £ 4.416.820  | gras, buiten | 12                          | 4                               |
| 105               | 1991 | ma. 24 juni - zo. 7 juli                                | 13+1                | grand slam | £ 4.010.970  | gras, buiten | 12                          | 5                               |
| 104               | 1990 | ma. 25 juni - zo. 8 juli                                | 13                  | grand slam | £ 3.819.730  | gras, buiten | 12                          | 5                               |
| 103               | 1989 | ma. 26 juni - zo. 9 juli                                | 13+1                | grand slam | £ 3.133.749  | gras, buiten | 11                          | 4                               |
| 102               | 1988 | ma. 20 juni - zo. 3 juli                                | 13+1                | grand slam | £ 2.612.126  | gras, buiten | 11                          | 4                               |
| 101               | 1987 | ma. 22 juni - zo. 5 juli                                | 13                  | grand slam | £ 2.470.020  | gras, buiten | 11                          | 4                               |
| 100               | 1986 | ma. 23 juni - zo. 6 juli                                | 13                  | grand slam | £ 2.119.780  | gras, buiten | 11                          | 2                               |
| 99                | 1985 | ma. 24 juni - zo. 7 juli                                | 13                  | grand slam | £ 1.934.760  | gras, buiten | 11                          | 2                               |
| 98                | 1984 | ma. 25 juni - zo. 8 juli                                | 13                  | grand slam | £ 1.461.896  | gras, buiten | 11                          | 2                               |
| 97                | 1983 | ma. 20 juni - zo. 3 juli                                | 13                  | grand slam | £ 978.211    | gras, buiten | 11                          | 2                               |
| 96                | 1982 | ma. 21 juni - zo. 4 juli                                | 13+1                | grand slam | £ 593.366    | gras, buiten | 10                          | 2                               |
| 95                | 1981 | ma. 22 juni - za. 4 juli                                | 12                  | grand slam | £ 322.136    | gras, buiten | 7                           | 2                               |
| 94                | 1980 | ma. 23 juni - za. 5 juli                                | 12                  | grand slam | £ 293.464    | gras, buiten | 7                           | 2                               |
| 93                | 1979 | ma. 25 juni - za. 7 juli                                | 12                  | grand slam | £ 277.066    | gras, buiten | 7                           | 2                               |
| 92                | 1978 | ma. 26 juni - za. 8 juli                                | 12                  | grand slam | £ 279.023    | gras, buiten | 7                           | 2                               |
| 91                | 1977 | ma. 20 juni - za. 2 juli                                | 12                  | grand slam | £ 222.540    | gras, buiten | 7                           | 2                               |
| 90                | 1976 | ma. 21 juni - za. 3 juli                                | 12                  | grand slam | £ 157.740    | gras, buiten | 7                           | 2                               |
| 89                | 1975 | ma. 23 juni - za. 5 juli                                | 12                  | grand slam | £ 114.875    | gras, buiten | 7                           | 2                               |
| 88                | 1974 | ma. 24 juni - za. 6 juli                                | 12                  | grand slam | £ 97.100     | gras, buiten | 7                           | 2                               |
| 87                | 1973 | ma. 25 juni - za. 7 juli                                | 12+1                | grand slam | £ 52.400     | gras, buiten | 7                           | 2                               |
| 86                | 1972 | ma. 26 juni - za. 8 juli                                | 12+1                | grand slam | £ 50.330     | gras, buiten | 7                           | 2                               |
| 85                | 1971 | ma. 21 juni - za. 3 juli                                | 12                  | grand slam | £ 37.790     | gras, buiten | 7                           | 2                               |
| 84                | 1970 | ma. 22 juni - za. 4 juli                                | 12                  | grand slam | £ 41.650     | gras, buiten | 7                           | 2                               |
| 83                | 1969 | ma. 23 juni - za. 5 juli                                | 12                  | grand slam | £ 33.370     | gras, buiten | 7                           | 2                               |
| 82                | 1968 | ma. 24 juni - za. 6 juli                                | 12                  | grand slam | £ 26.150     | gras, buiten | 7                           | 2                               |
| ↑ open tijdperk ↑ |      |                                                         |                     |            |              |              |                             |                                 |
| 81                | 1967 | ma. 26 juni - za. 8 juli                                | 12                  | grand slam | –            | gras, buiten | 7                           | –                               |
| 80                | 1966 | ma. 20 juni - za. 2 juli                                | 12                  | grand slam | –            | gras, buiten | 7                           | –                               |
| 79                | 1965 | ma. 21 juni - za. 3 juli                                | 12                  | grand slam | –            | gras, buiten | 7                           | –                               |
| 78                | 1964 | ma. 22 juni - za. 4 juli                                | 12                  | grand slam | –            | gras, buiten | 7                           | –                               |
| 77                | 1963 | ma. 24 juni - za. 6 juli                                | 12                  | grand slam | –            | gras, buiten | 7                           | –                               |
| 76                | 1962 | ma. 25 juni - za. 7 juli                                | 12                  | grand slam | –            | gras, buiten | 7                           | –                               |
| 75                | 1961 | ma. 26 juni - za. 8 juli                                | 12                  | grand slam | –            | gras, buiten | 7                           | –                               |
| 74                | 1960 | ma. 20 juni - za. 2 juli                                | 12                  | grand slam | –            | gras, buiten | 7                           | –                               |
| 73                | 1959 | ma. 22 juni - za. 4 juli                                | 12                  | grand slam | –            | gras, buiten | 7                           | –                               |
| 72                | 1958 | ma. 23 juni - za. 5 juli                                | 12                  | grand slam | –            | gras, buiten | 7                           | –                               |
| 71                | 1957 | ma. 24 juni - za. 6 juli                                | 12                  | grand slam | –            | gras, buiten | 7                           | –                               |
| 70                | 1956 | ma. 25 juni - za. 7 juli                                | 12                  | grand slam | –            | gras, buiten | 7                           | –                               |
| 69                | 1955 | ma. 20 juni - za. 2 juli                                | 12                  | grand slam | –            | gras, buiten | 7                           | –                               |
| 68                | 1954 | ma. 21 juni - za. 3 juli                                | 12                  | grand slam | –            | gras, buiten | 7                           | –                               |
| 67                | 1953 | ma. 22 juni - za. 4 juli                                | 12                  | grand slam | –            | gras, buiten | 7                           | –                               |
| 66                | 1952 | ma. 23 juni - za. 5 juli                                | 12                  | grand slam | –            | gras, buiten | 7                           | –                               |
| 65                | 1951 | ma. 25 juni - za. 7 juli                                | 12                  | grand slam | –            | gras, buiten | 7                           | –                               |
| 64                | 1950 | ma. 26 juni - za. 8 juli                                | 12                  | grand slam | –            | gras, buiten | 7                           | –                               |
| 63                | 1949 | ma. 20 juni - za. 2 juli                                | 12                  | grand slam | –            | gras, buiten | 7                           | –                               |
| 62                | 1948 | ma. 21 juni - za. 3 juli                                | 12                  | grand slam | –            | gras, buiten | 7                           | –                               |
| 61                | 1947 | ma. 23 juni - za. 5 juli                                | 12                  | grand slam | –            | gras, buiten | 7                           | –                               |
| 60                | 1946 | ma. 24 juni - za. 6 juli                                | 12                  | grand slam | –            | gras, buiten | 5                           | –                               |
| Af.               | 1945 | –                                                       | –                   | grand slam | –            | gras, buiten | –                           | –                               |
| Af.               | 1944 | –                                                       | –                   | grand slam | –            | gras, buiten | –                           | –                               |
| Af.               | 1943 | –                                                       | –                   | grand slam | –            | gras, buiten | –                           | –                               |
| Af.               | 1942 | –                                                       | –                   | grand slam | –            | gras, buiten | –                           | –                               |
| Af.               | 1941 | –                                                       | –                   | grand slam | –            | gras, buiten | –                           | –                               |
| Af.               | 1940 | –                                                       | –                   | grand slam | –            | gras, buiten | –                           | –                               |
| 59                | 1939 | ma. 26 juni - za. 8 juli                                | 12                  | grand slam | –            | gras, buiten | 5                           | –                               |
| 58                | 1938 | ma. 20 juni - za. 2 juli                                | 12                  | grand slam | –            | gras, buiten | 5                           | –                               |
| 57                | 1937 | ma. 21 juni - za. 3 juli                                | 12                  | grand slam | –            | gras, buiten | 5                           | –                               |
| 56                | 1936 | ma. 22 juni - za. 4 juli                                | 12                  | grand slam | –            | gras, buiten | 5                           | –                               |
| 55                | 1935 | ma. 24 juni - za. 6 juli                                | 12                  | grand slam | –            | gras, buiten | 5                           | –                               |
| 54                | 1934 | ma. 25 juni - za. 7 juli                                | 12                  | grand slam | –            | gras, buiten | 5                           | –                               |
| 53                | 1933 | ma. 26 juni - za. 8 juli                                | 12                  | grand slam | –            | gras, buiten | 5                           | –                               |
| 52                | 1932 | ma. 20 juni - za. 2 juli                                | 12                  | grand slam | –            | gras, buiten | 5                           | –                               |
| 51                | 1931 | ma. 22 juni - za. 4 juli                                | 12                  | grand slam | –            | gras, buiten | 5                           | –                               |
| 50                | 1930 | ma. 23 juni - za. 5 juli                                | 12                  | grand slam | –            | gras, buiten | 5                           | –                               |
| 49                | 1929 | ma. 24 juni - za. 6 juli                                | 12                  | grand slam | –            | gras, buiten | 5                           | –                               |
| 48                | 1928 | ma. 25 juni - za. 7 juli                                | 12                  | grand slam | –            | gras, buiten | 5                           | –                               |
| 47                | 1927 | ma. 20 juni - za. 2 juli                                | 12                  | grand slam | –            | gras, buiten | 5                           | –                               |
| 46                | 1926 | ma. 21 juni - za. 3 juli                                | 12                  | grand slam | –            | gras, buiten | 5                           | –                               |
| 45                | 1925 | ma. 22 juni - za. 4 juli                                | 12                  | grand slam | –            | gras, buiten | 5                           | –                               |
| 44                | 1924 | ma. 23 juni - za. 5 juli                                | 12                  | grand slam | –            | gras, buiten | 5                           | –                               |
| 43                | 1923 | ma. 25 juni - za. 7 juli                                | 12                  | grand slam | –            | gras, buiten | 5                           | –                               |
| 42                | 1922 | ma. 26 juni - za. 8 juli                                | 12                  | grand slam | –            | gras, buiten | 5                           | –                               |
| 41                | 1921 | ma. 20 juni - za. 2 juli                                | 12                  | grand slam | –            | gras, buiten | 5                           | –                               |
| 40                | 1920 | ma. 21 juni - za. 3 juli                                | 12                  | grand slam | –            | gras, buiten | 5                           | –                               |
| 39                | 1919 | ma. 23 juni - za. 5 juli                                | 12                  | grand slam | –            | gras, buiten | 5                           | –                               |
| Af.               | 1918 | –                                                       | –                   | grand slam | –            | gras, buiten | –                           | –                               |
| Af.               | 1917 | –                                                       | –                   | grand slam | –            | gras, buiten | –                           | –                               |
| Af.               | 1916 | –                                                       | –                   | grand slam | –            | gras, buiten | –                           | –                               |
| Af.               | 1915 | –                                                       | –                   | grand slam | –            | gras, buiten | –                           | –                               |
| 38                | 1914 | ma. 22 juni - za. 4 juli                                | 12                  | grand slam | –            | gras, buiten | 5                           | –                               |
| 37                | 1913 | ma. 23 juni - vr. 4 juli                                | 11                  | grand slam | –            | gras, buiten | 5                           | –                               |
| 36                | 1912 | ma. 24 juni - ma. 8 juli                                | 13                  | grand slam | –            | gras, buiten | 3                           | –                               |
| 35                | 1911 | ma. 26 juni - za. 8. juli                               | 12                  | grand slam | –            | gras, buiten | 3                           | –                               |
| 34                | 1910 | ma. 20 juni - do. 30 juni                               | 10                  | grand slam | –            | gras, buiten | 3                           | –                               |
| 33                | 1909 | ma. 21 juni - za. 3. juli                               | 12                  | grand slam | –            | gras, buiten | 3                           | –                               |
| 32                | 1908 | ma. 22 juni - vr. 3 juli                                | 11                  | grand slam | –            | gras, buiten | 3                           | –                               |
| 31                | 1907 | ma. 24 juni - vr. 5 juli                                | 11                  | grand slam | –            | gras, buiten | 3                           | –                               |
| 30                | 1906 | ma. 25 juni - do. 5 juli                                | 10                  | grand slam | –            | gras, buiten | 3                           | –                               |
| 29                | 1905 | ma. 26 juni - za. 8 juli                                | 12                  | grand slam | –            | gras, buiten | 3                           | –                               |
| 28                | 1904 | ma. 20 juni - wo. 29 juni                               | 9                   | grand slam | –            | gras, buiten | 3                           | –                               |
| 27                | 1903 | ma. 22 juni - wo. 1 juli                                | 9                   | grand slam | –            | gras, buiten | 3                           | –                               |
| 26                | 1902 | ma. 23 juni - wo. 2 juli                                | 9                   | grand slam | –            | gras, buiten | 3                           | –                               |
| 25                | 1901 | ma. 24 juni - wo. 3 juli                                | 9                   | grand slam | –            | gras, buiten | 3                           | –                               |
| 24                | 1900 | ma. 25 juni - wo. 4 juli                                | 9                   | grand slam | –            | gras, buiten | 3                           | –                               |
| 23                | 1899 | ma. 19 juni - di. 27 juni                               | 8                   | grand slam | –            | gras, buiten | 3                           | –                               |
| 22                | 1898 | ma. 20 juni - di. 28 juni                               | 8                   | grand slam | –            | gras, buiten | 3                           | –                               |
| 21                | 1897 | ma. 21 juni - do. 1 juli                                | 10                  | grand slam | –            | gras, buiten | 3                           | –                               |
| 20                | 1896 | ma. 13 juli - di. 21 juli                               | 8                   | grand slam | –            | gras, buiten | 3                           | –                               |
| 19                | 1895 | ma. 8 juli - ma. 15 juli                                | 7                   | grand slam | –            | gras, buiten | 3                           | –                               |
| 18                | 1894 | ma. 9 juli - wo. 18 juli                                | 9                   | grand slam | –            | gras, buiten | 3                           | –                               |
| 17                | 1893 | ma. 10 juli - do. 20 juli                               | 10                  | grand slam | –            | gras, buiten | 3                           | –                               |
| 16                | 1892 | ma. 27 juni - do. 7 juli                                | 10                  | grand slam | –            | gras, buiten | 3                           | –                               |
| 15                | 1891 | ma. 29 juni - do. 9 juli                                | 10                  | grand slam | –            | gras, buiten | 3                           | –                               |
| 14                | 1890 | ma. 30 juni - ma. 7 juli ma. 21 juli - wo. 23 juli (md) | 10                  | grand slam | –            | gras, buiten | 3                           | –                               |
| 13                | 1889 | ma. 1 juli - za. 13 juli                                | 12                  | grand slam | –            | gras, buiten | 3                           | –                               |
| 12                | 1888 | za. 7 juli - ma. 23 juli                                | 13                  | grand slam | –            | gras, buiten | 3                           | –                               |
| 11                | 1887 | za. 2 juli - do. 7 juli                                 | 10                  | grand slam | –            | gras, buiten | 3                           | –                               |
| 10                | 1886 | za. 3 juli - za. 17 juli                                | 12                  | grand slam | –            | gras, buiten | 3                           | –                               |
| 9                 | 1885 | za. 4 juli - vr. 17 juli                                | 11                  | grand slam | –            | gras, buiten | 3                           | –                               |
| 8                 | 1884 | za. 5 juli - za. 19 juli                                | 12                  | grand slam | –            | gras, buiten | 3                           | –                               |
| 7                 | 1883 | za. 7 juli - ma. 16 juli                                | 8                   | grand slam | –            | gras, buiten | 1                           | –                               |
| 6                 | 1882 | za. 8 juli - ma. 17 juli                                | 8                   | grand slam | –            | gras, buiten | 1                           | –                               |
| 5                 | 1881 | za. 2 juli - wo. 13 juli                                | 10                  | grand slam | –            | gras, buiten | 1                           | –                               |
| 4                 | 1880 | ma. 5 juli - do. 15 juli                                | 10                  | grand slam | –            | gras, buiten | 1                           | –                               |
| 3                 | 1879 | ma. 7 juli - wo. 16 juli                                | 9                   | grand slam | –            | gras, buiten | 1                           | –                               |
| 2                 | 1878 | ma. 8 juli - do 18.juli                                 | 10                  | grand slam | –            | gras, buiten | 1                           | –                               |
| 1                 | 1877 | ma. 9 juli - do. 19 juli                                | 10                  | grand slam | –            | gras, buiten | 1                           | –                               |
| Editie            | Jaar | Geplande data                                           | Aantal speel- dagen | Categorie  | Prijzengeld  | Ondergrond   | Aantal toernooi- onderdelen | Aantal kwalificatie- toernooien |

1. ↑  Het Wimbledon-tennistoernooi 2020 is niet gehouden vanwege de coronapandemie. Niettemin kende de All England Lawn Tennis and Croquet Club (AELTC) prijzengeld toe aan de 620 spelers wier wereldranglijstpositie het mogelijk zou hebben gemaakt om toegang te krijgen tot deze editie, door directe toelating tot het hoofdtoernooi dan wel het kwalificatietoernooi. Spelers ontvingen slechts betaling voor één toernooi-onderdeel. De AELTC kon prijzengeld uitbetalen doordat ze zich hadden verzekerd tegen pandemieën.
2. 1 2 3 4 5 6 7 8 9 10 11 12 13 14 15 16 17 18 19 20 21 22 23 24 25 26 27 28 29 30 31 32 33 34 35 36 37 38  Van 1877 tot en met 1914 was de duur van de kampioenschappen afhankelijk van het aantal inschrijvingen en werd de duur niet vooraf bepaald

## Toernooien
Wimbledon bestaat uit gescheiden toernooien voor enkelspel (mannen, vrouwen) en dubbelspel (mannen, vrouwen en gemengd), die simultaan gehouden worden. Daarnaast worden er toernooien gespeeld voor junioren en rolstoeltennissers, en worden er invitatietoernooien gehouden voor oud-spelers. Bij het enkelspel doen 128 mannen en 128 vrouwen mee, waardoor een speler/speelster zeven wedstrijden moet winnen om het toernooi te winnen. Thans worden de volgende toernooien georganiseerd (aantal spelers c.q. teams vermeld tussen haakjes):
Hoofdtoernooien
- Mannenenkelspel (128 spelers)
- Vrouwenenkelspel (128 speelsters)
- Mannendubbelspel (64 teams)
- Vrouwendubbelspel (64 teams)
- Gemengd dubbelspel (32 teams)

Kwalificatietoernooien
- Mannenenkelspel (128 spelers)
- Vrouwenenkelspel (128 speelsters)

Juniorentoernooien
- Jongensenkelspel (64 spelers)
- Meisjesenkelspel (64 speelsters)
- Jongensdubbelspel (32 teams)
- Meisjesdubbelspel (32 teams)

Rolstoeltoernooien
- Mannenenkelspel (8 spelers)
- Vrouwenenkelspel (8 speelsters)
- Mannendubbelspel (4 teams)
- Vrouwendubbelspel (4 teams)
- Quad enkelspel (8 spelers)
- Quad dubbelspel (4 teams)

Invitatietoernooien (senioren)
- Mannendubbelspel (8 teams)
- Vrouwendubbelspel (8 teams)
- Gemengd dubbelspel (8 teams)

Jeugdtoernooien
- Jongens t/m 14 jaar enkelspel (16 spelers)
- Meisjes t/m 14 jaar enkelspel (16 speelsters)

### Opzet
De meeste toernooien worden afgewerkt volgens het knock-outsysteem, met uitzondering van de invitatietoernooien en de jeugdtoernooien (t/m 14 jaar) waarbij om te beginnen een groepsfase plaatsvindt, gevolgd door een finale.
De wedstrijden van het mannenenkelspel worden gespeeld om drie gewonnen sets (best of five). De wedstrijden van het vrouwenenkelspel, mannen- & vrouwendubbelspel, gemengd dubbelspel, jongens- & meisjesenkelspel en van alle rolstoeltoernooien worden gespeeld om twee gewonnen sets (best of three). Bij deze toernooien wordt in de beslissende set bij een stand van 6–6 een supertiebreak (tot 10 punten) gespeeld. De wedstrijden van het jongens- & meisjesdubbelspel, het jongens- & meisjesenkelspel t/m 14 jaar en het mannen-, vrouwen- & gemengd invitatiedubbelspel worden gespeeld om twee gewonnen sets (best of three), met een match-tiebreak bij een stand van 1–1 in sets.
De kwalificatiewedstrijden voor het mannen- en vrouwenenkelspel worden de week voorafgaand van het hoofdtoernooi gespeeld op de grasbanen van het Bank of England Sports Centre in de Londense wijk Roehampton. De kwalificatiewedstrijden worden op een externe locatie gespeeld om de grasbanen van de AELTC te ontzien. Bij de kwalificatiewedstrijden is zeer beperkt toegang voor publiek. De kwalificaties bestaan uit drie ronden. Zestien mannen en zestien vrouwen kunnen zich kwalificeren voor de hoofdtoernooien. De kwalificatiewedstrijden in het mannen- en vrouwenenkelspel worden gespeeld om twee gewonnen sets (best of three) met een supertiebreak bij een stand van 6–6 in de beslissende set, met uitzondering van de derde kwalificatieronde van het mannenenkelspel, waar om drie gewonnen sets (best of five) wordt gespeeld.

#### Wijzigingen
1974 – Invoering tiebreaksysteem bij een stand van 8–8 in de set.
In 1974 is het tiebreaksysteem geïntroduceerd bij een stand van 8–8 in de set. Voorheen moest elke set bij een stand van 6–6 beslist worden met twee games verschil. In de beslissende vijfde set moest nog wel met twee games verschil gewonnen worden.
1979 – Invoering tiebreaksysteem bij een stand van 6–6 in de set.
In 1979 is het tiebreaksysteem geïntroduceerd bij een stand van 6–6 in de set, in plaats van bij een stand van 8–8 in de set, zoals van 1974 tot en met 1978 de regel was. In de beslissende vijfde set moest nog wel met twee games verschil gewonnen worden.
2019 – Invoering supertiebreak in de beslissende set bij 12–12
Voor de editie van 2019 had de AELTC besloten om bij een stand van 12–12 in de beslissende set een supertiebreak (tot 10 punten) in te voeren. Directe aanleiding was de halve finale van het mannenenkelspel uit 2018 tussen de Zuid-Afrikaan Kevin Anderson en de Amerikaan John Isner, die eindigde na een stand van 7-6, 6-7, 6-7, 6-4 en 26-24. De partij nam in totaal zes uur en 35 minuten in beslag en was daarmee de tweede langste wedstrijd ooit op Wimbledon en de langste halve finale ooit. De tweede halve finale tussen Novak Đoković en Rafael Nadal kon daardoor pas aanvangen rond 20:00 Britse tijd. Omwille van de avondklok die het verbiedt om te spelen na 23:00 Britse tijd, werd de wedstrijd bij een stand van 2–1 in sets voor Đoković gestaakt en de volgende dag verder gespeeld voor de vrouwenfinale. Verder woog de langste tenniswedstrijd in de geschiedenis tijdens het toernooi van 2010 tussen John Isner en Nicolas Mahut (Isner won 6-4, 3-6, 6-7, 7-6 en 70-68) die in totaal 11 uur en 5 minuten op de baan stonden, ook mee in de beslissing. Een supertiebreak bij 12–12 in de beslissende set was een compromis tussen een (super)tiebreak bij 6–6 en het oneindig doorspelen tot er met twee games verschil gewonnen was.
2019 – Deelnemersveld vrouwenkwalificatietoernooi gelijkgetrokken aan het mannenkwalificatietoernooi (beide 128 deelnemers)
Het aantal deelnemers in het vrouwenkwalificatietoernooi werd vanaf 2019 met 128 deelnemers gelijkgetrokken aan het mannenkwalificatietoernooi. Voorheen mochten er 96 vrouwen deelnemen aan het kwalificatietoernooi, ten opzichte van 128 bij de mannen. 
2022 – Invoering supertiebreak in de beslissende set bij 6–6
In 2022 besloot de AELTC in gezamenlijkheid met de drie andere grandslamtoernooien om bij alle grandslamtoernooien dezelfde regels te hanteren voor de beslissende set. In de beslissende set wordt vanaf 2022 bij een stand van 6–6 een supertiebreak (tot 10 punten) gespeeld. In 2019 en 2021 werd op Wimbledon een supertiebreak gespeeld bij een stand van 12–12 in de beslissende set. In de jaren daarvoor moest in de beslissende set met twee games verschil gewonnen worden.
2022 – Gemengd dubbelspel: de finale is verplaatst naar de tweede donderdag en het deelnemersveld is verkleind
De gemengd-dubbelspelfinale, die vanaf de introductie in 1913 tot en met 2021 traditioneel op de laatste dag van het toernooi werd gehouden, werd in 2022 in de programmering vervroegd naar de tweede donderdag van het toernooi. Hiermee ontstond op de laatste zondag ruimte om de vrouwendubbelspelfinale op die dag te programmeren. Om deze nieuwe programmering te kunnen realiseren, werd het deelnemersveld van het gemengd dubbelspel teruggebracht van 48 naar 32 teams – het aantal te spelen ronden ging daarmee van zes naar vijf.
2023 – Invoering best of three setsysteem bij het mannendubbelspel
In 2023 heeft de AELTC besloten om de wedstrijden in het mannendubbelspel vanaf die editie te spelen om twee gewonnen sets (best of three). Tot en met 2022 werd het mannendubbelspel gespeeld om drie gewonnen sets (best of five). Wimbledon was hiermee het laatste grandslamtoernooi dat het best of five setsysteem heeft afgeschaft bij het mannendubbelspel. Het best of five setsysteem is hiermee helemaal verdwenen in het mannendubbelspel in het professionele tennis. In 1989 werd er op Roland Garros voor het laatst in het mannendubbelspel gespeeld om drie gewonnen sets (vanaf de halve finales), in 1992 voor het laatst op de US Open (vanaf de kwarfinales) en in 2001 voor het laatst op de Australian Open (enkel nog de finale). Ook bij de overige ITF toernooien, als de Olympische Zomerspelen werd het best of five setsysteem afgeschaft, namelijk na de editie van 2008 (enkel nog de finale) en in de Davis Cup werden na de editie van 2018 alle wedstrijden over drie gewonnen sets afgeschaft en daarmee dus ook van het dubbelspel.

### Onderdelen
| Onderdeel             | Mannen enkelspel | Vrouwen enkelspel | Mannen dubbelspel | Vrouwen dubbelspel | Gemengd dubbelspel |
| --------------------- | ---------------- | ----------------- | ----------------- | ------------------ | ------------------ |
| Elite                 | Vanaf 1877       | Vanaf 1884        | Vanaf 1884        | Vanaf 1913         | Vanaf 1913         |
| Kwalificatie Elite    | Vanaf 1925       | Vanaf 1925        | 1925-2018         | 1925-2018          | 1925-1991          |
| Junioren              | Vanaf 1947       | Vanaf 1947        | Vanaf 1982        | Vanaf 1982         | -                  |
| Junioren kwalificatie | Vanaf 2019       | Vanaf 2019        |                   |                    | -                  |
| Rolstoel              | Vanaf 2016       | Vanaf 2016        | Vanaf 2005        | Vanaf 2009         | -                  |
| Rolstoel quad         | Vanaf 2019       | Vanaf 2019        | Vanaf 2019        | Vanaf 2019         | -                  |
| Invitatie senioren    | 1982-1991        | -                 | Vanaf 1983        | Vanaf 1991         | Vanaf 2022         |
| Jeugd                 | Vanaf 2022       | Vanaf 2022        | -                 | -                  | -                  |

## Toeschouwersaantallen
|                                            |        | Eerste week | Eerste week |      | Tweede week | Tweede week |  | Derde week | Derde week |
| ------------------------------------------ | ------ | ----------- | ----------- | ---- | ----------- | ----------- |  | ---------- | ---------- |
| Maandag                                    |        | 43.275      | 2015        |      | 44.494      | 2011        |  | 15.257     | 1988       |
| Dinsdag                                    | 45.955 | 2009        | 39.262      | 2008 |             |             |  |            |            |
| Woensdag                                   | 46.826 | 2009        | 39.849      | 2009 |             |             |  |            |            |
| Donderdag                                  | 45.370 | 2009        | 33.560      | 2002 |             |             |  |            |            |
| Vrijdag                                    | 43.145 | 2011        | 32.453      | 1999 |             |             |  |            |            |
| Zaterdag                                   | 43.432 | 2009        | 30.173      | 2007 |             |             |  |            |            |
| Zondag                                     | 39.427 | 2022        | 32.036      | 2010 |             |             |  |            |            |
| (bijgewerkt tot en met de editie van 2022) |        |             |             |      |             |             |  |            |            |

Wimbledon houdt vanaf 1949 nauwgezet de toeschouwersaantallen bij per dag en per editie. In 1949 werd voor het eerst de grens van de 250.000 bezoekers overschreden, in 1967 werd voor het eerst de grens van 300.000 bezoekers overschreden en in 1986 de grens van de 400.000 bezoekers. De grens van de 500.000 bezoekers werd bereikt in het jaar 2009, toen Wimbledon werd bezocht door 511.043 toeschouwers in de 13 geprogrammeerde speeldagen. Tijdens de editie van 2022 werd dit toeschouwersrecord verbroken met 515.164 toeschouwers. Kanttekening hierbij is dat vanaf 2022 het toernooi is uitgebreid van 13 naar 14 dagen.
Het tennispark heeft een bezoekerscapaciteit van ongeveer 42.000 toeschouwers. Door herverkoop van tickets van bezoekers die het park verlaten hebben, kan het totale bezoekersaantal op één dag, hoger zijn.
| Jaar | 1e week  | 1e week  | 1e week  | 1e week   | 1e week  | 1e week  | 1e week | 2e week  | 2e week  | 2e week  | 2e week   | 2e week  | 2e week  | 2e week  | 3e week | Totaal   |
| Jaar | Maandag  | Dinsdag  | Woensdag | Donderdag | Vrijdag  | Zaterdag | Zondag  | Maandag  | Dinsdag  | Woensdag | Donderdag | Vrijdag  | Zaterdag | Zondag   | Maandag | Totaal   |
| ---- | -------- | -------- | -------- | --------- | -------- | -------- | ------- | -------- | -------- | -------- | --------- | -------- | -------- | -------- | ------- | -------- |
| 2022 | 36.603   | 39.450   | 38.520   | 38.620    | 42.173   | 42.561   | 39.427  | 41.463   | 37.927   | 37.448   | 30.160    | 31.414   | 30.117   | 29.281   |         | 515.164  |
| 2021 | 21.104   | 20.828   | 21.511   | 21.291    | 21.166   | 23.755   | –       | 29.031   | 28.668   | 26.436   | 20.310    | 24.572   | 23.427   | 19.738   | –       | 301.837  |
| 2020 | Afgelast | Afgelast | Afgelast | Afgelast  | Afgelast | Afgelast | –       | Afgelast | Afgelast | Afgelast | Afgelast  | Afgelast | Afgelast | Afgelast | –       | Afgelast |
| 2019 | 42.517   | 43.272   | 43.145   | 42.329    | 43.560   | 41.985   | –       | 42.976   | 37.516   | 38.551   | 31.904    | 32.002   | 31.660   | 28.980   | –       | 500.397  |
| 2018 | 40.307   | 40.607   | 41.238   | 41.588    | 40.830   | 39.364   | –       | 41.144   | 34.429   | 35.152   | 29.793    | 30.706   | 29.816   | 28.195   | –       | 473.169  |
| 2017 | 41.382   | 42.559   | 41.477   | 41.198    | 37.458   | 40.169   | –       | 39.648   | 32.125   | 38.348   | 30.736    | 31.159   | 29.076   | 28.037   | –       | 473.372  |
| 2016 | 40.403   | 37.987   | 35.747   | 41.708    | 40.030   | 40.298   | 24.623  | 40.374   | 36.836   | 36.494   | 30.574    | 31.309   | 29.607   | 27.938   | –       | 493.928  |
| 2015 | 43.275   | 42.191   | 43.306   | 43.779    | 37.807   | 39.594   | –       | 41.770   | 36.204   | 37.220   | 30.640    | 30.351   | 29.501   | 28.753   | –       | 484.391  |
| 2014 | 41.325   | 42.673   | 43.680   | 43.401    | 38.750   | 39.735   | –       | 41.201   | 38.698   | 40.477   | 31.935    | 31.618   | 28.562   | 29.029   | –       | 491.084  |
| 2013 | 41.715   | 43.931   | 41.143   | 41.661    | 39.459   | 42.697   | –       | 42.615   | 36.128   | 36.795   | 31.153    | 31.084   | 29.496   | 29.021   | –       | 486.898  |
| 2012 | 41.821   | 43.917   | 43.044   | 44.341    | 43.073   | 40.967   | –       | 39.526   | 33.109   | 36.908   | 31.051    | 30.324   | 28.680   | 28.044   | –       | 484.805  |
| 2011 | 38.617   | 44.441   | 40.510   | 43.357    | 43.145   | 42.386   | –       | 44.494   | 34.989   | 39.466   | 31.638    | 31.458   | 29.366   | 30.894   | –       | 494.761  |
| 2010 | 39.696   | 41.437   | 41.547   | 42.608    | 41.920   | 41.696   | –       | 43.066   | 36.416   | 38.927   | 30.776    | 31.210   | 28.611   | 32.036   | –       | 489.946  |
| 2009 | 42.811   | 45.955   | 46.826   | 45.370    | 41.870   | 43.432   | –       | 44.478   | 38.682   | 39.849   | 30.842    | 31.078   | 28.983   | 30.867   | –       | 511.043  |
| 2008 | 39.035   | 40.653   | 40.835   | 40.881    | 39.982   | 40.876   | –       | 40.952   | 39.262   | 35.202   | 29.615    | 31.270   | 28.650   | 28.599   | –       | 475.812  |
| 2007 | 32.916   | 39.282   | 37.018   | 39.770    | 38.366   | 34.169   | –       | 36.309   | 32.022   | 32.636   | 30.936    | 31.773   | 30.173   | 29.440   | –       | 444.810  |
| 2006 | 32.272   | 38.611   | 39.991   | 40.235    | 39.821   | 38.269   | –       | 40.002   | 34.473   | 31.890   | 29.302    | 28.444   | 27.695   | 26.101   | –       | 447.126  |
| 2005 | 38.228   | 39.685   | 42.100   | 42.228    | 37.242   | 38.837   | –       | 41.386   | 35.030   | 35.673   | 28.744    | 29.700   | 28.333   | 30.002   | –       | 467.188  |
| 2004 | 35.335   | 34.312   | 29.156   | 36.130    | 39.659   | 32.746   | 22.155  | 39.229   | 34.041   | 33.703   | 29.404    | 28.254   | 27.956   | 29.128   | –       | 451.208  |
| 2003 | 38.500   | 41.929   | 40.787   | 41.967    | 39.833   | 38.913   | –       | 39.389   | 34.696   | 35.911   | 30.237    | 29.872   | 28.246   | 30.522   | –       | 470.802  |
| 2002 | 38.561   | 40.995   | 42.457   | 41.410    | 41.595   | 39.722   | –       | 38.764   | 34.448   | 32.367   | 33.560    | 28.016   | 27.857   | 29.762   | –       | 469.514  |
| 2001 | 39.330   | 41.320   | 41.146   | 41.440    | 40.834   | 40.043   | –       | 41.236   | 38.375   | 36.969   | 30.120    | 28.813   | 27.770   | 29.315   | 13.370  | 490.081  |
| 2000 | 35.941   | 38.884   | 38.837   | 38.472    | 37.898   | 37.073   | –       | 38.247   | 34.083   | 31.789   | 29.718    | 28.303   | 27.542   | 29.806   | 9.159   | 455.752  |
| 1999 | 36.471   | 39.254   | 39.341   | 40.312    | 37.214   | 37.960   | –       | 36.884   | 29.870   | 36.719   | 30.223    | 32.453   | 29.566   | 30.802   | –       | 457.069  |
| 1998 | 33.838   | 33.688   | 37.423   | 36.003    | 34.945   | 35.008   | –       | 35.647   | 33.504   | 33.019   | 29.236    | 28.257   | 26.338   | 28.065   | –       | 424.998  |
| 1997 | 33.586   | 37.871   | 29.333   | 29.296    | 27.014   | 32.307   | 31.204  | 35.566   | 36.618   | 35.101   | 31.724    | 26.516   | 24.523   | 25.872   | –       | 436.531  |
| 1996 | 32.545   | 34.447   | 33.229   | 32.597    | 31.653   | 31.057   | –       | 31.575   | 29.163   | 24.029   | 24.123    | 22.081   | 21.825   | 23.200   | 13.518  | 385.042  |
| 1995 | 33.016   | 34.687   | 37.183   | 35.625    | 32.236   | 32.396   | –       | 33.327   | 29.939   | 27.432   | 22.917    | 22.138   | 21.060   | 22.926   | –       | 384.882  |
| 1994 | 30.675   | 28.711   | 34.252   | 35.927    | 34.579   | 31.736   | –       | 34.932   | 30.459   | 26.897   | 24.143    | 22.511   | 21.065   | 22.086   | –       | 377.973  |
| 1993 | 31.463   | 33.373   | 35.681   | 36.103    | 35.657   | 33.309   | –       | 36.542   | 32.001   | 29.355   | 23.703    | 22.496   | 21.021   | 22.056   | –       | 392.760  |
| 1992 | 28.233   | 31.626   | 33.498   | 33.246    | 33.283   | 32.257   | –       | 33.880   | 28.486   | 25.977   | 23.527    | 19.203   | 20.948   | 20.897   | 7.798   | 372.859  |
| 1991 | 26.089   | 25.381   | 29.972   | 27.704    | 31.858   | 30.543   | 24.894  | 31.583   | 29.528   | 29.341   | 27.287    | 22.944   | 20.301   | 20.986   | –       | 378.411  |
| 1990 | 28.923   | 30.075   | 30.962   | 31.065    | 31.332   | 28.077   | –       | 30.818   | 28.208   | 23.819   | 21.952    | 21.302   | 20.638   | 20.808   | –       | 347.979  |
| 1989 | 34.154   | 33.403   | 33.525   | 35.929    | 36.055   | 32.387   | –       | 38.910   | 35.742   | 29.242   | 25.723    | 22.283   | 21.110   | 21.825   | 3.418   | 403.706  |
| 1988 | 29.078   | 33.431   | 36.940   | 38.640    | 37.351   | 32.449   | –       | 36.197   | 27.741   | 32.136   | 25.878    | 22.879   | 21.734   | 21.559   | 15.257  | 411.270  |
| 1987 | 25.915   | 29.323   | 36.020   | 29.228    | 34.973   | 34.992   | –       | 38.255   | 37.364   | 35.791   | 27.847    | 24.165   | 20.972   | 20.978   | –       | 395.823  |
| 1986 | 28.161   | 31.924   | 37.618   | 39.813    | 38.971   | 33.300   | –       | 37.438   | 32.965   | 31.498   | 24.986    | 22.575   | 20.976   | 19.807   | –       | 400.032  |
| 1985 | 29.389   | 28.165   | 32.379   | 36.709    | 37.121   | 35.234   | –       | 37.886   | 38.577   | 33.592   | 25.304    | 21.837   | 21.671   | 20.119   | –       | 397.983  |
| 1984 | 32.288   | 32.939   | 36.122   | 37.341    | 38.215   | 32.332   | –       | 35.331   | 32.665   | 30.161   | 24.737    | 21.499   | 20.373   | 17.670   | –       | 391.673  |
| 1983 | 27.381   | 29.155   | 36.910   | 36.358    | 34.255   | 31.206   | –       | 33.490   | 29.485   | 25.071   | 21.978    | 20.561   | 19.435   | 15.157   | –       | 360.442  |
| 1982 | 24.445   | 20.524   | 29.282   | 30.159    | 27.599   | 26.917   | –       | 25.431   | 25.264   | 29.672   | 22.068    | 21.746   | 18.360   | 14.597   | 53      | 316.064  |
| 1981 | 32.075   | 32.516   | 36.676   | 37.161    | 35.559   | 33.295   | –       | 34.875   | 31.345   | 24.917   | 21.962    | 18.639   | 19.230   | –        | –       | 358.250  |
| 1980 | 26.691   | 28.103   | 35.622   | 34.640    | 35.693   | 29.561   | –       | 30.119   | 24.681   | 26.570   | 24.265    | 19.254   | 18.565   | –        | –       | 333.764  |
| 1979 | 29.480   | 31.698   | 38.291   | 37.107    | 35.820   | 29.449   | –       | 30.761   | 29.781   | 22.903   | 21.581    | 18.056   | 18.164   | –        | –       | 343.091  |
| 1978 | 29.986   | 33.693   | 38.290   | 29.817    | 36.211   | 30.200   | –       | 30.857   | 26.944   | 22.154   | 20.958    | 18.300   | 18.091   | –        | –       | 335.501  |
| 1977 | 23.786   | 26.738   | 37.389   | 36.815    | 37.002   | 29.285   | –       | 31.409   | 30.169   | 25.589   | 23.095    | 17.711   | 17.428   | –        | –       | 336.416  |
| 1976 | 24.686   | 27.841   | 36.743   | 33.746    | 33.730   | 25.808   | –       | 27.265   | 26.748   | 21.553   | 20.343    | 18.008   | 16.975   | –        | –       | 313.446  |
| 1975 | 24.778   | 31.415   | 37.081   | 36.305    | 37.290   | 29.058   | –       | 31.998   | 29.946   | 25.249   | 20.807    | 17.671   | 16.993   | –        | –       | 338.591  |
| 1974 | 24.816   | 26.906   | 19.213   | 27.341    | 30.360   | 30.492   | –       | 34.161   | 30.024   | 24.972   | 21.020    | 19.162   | 17.694   | –        | –       | 306.161  |
| 1973 | 22.603   | 25.754   | 116.609  | 116.609   | 116.609  | 116.609  | –       | 27.925   | 27.075   | 45.359   | 45.359    | 16.936   | 17.911   | 3.000    | –       | 300.172  |
| 1972 | 22.717   | 24.758   | 31.767   | 31.974    | 30.912   | 26.118   | –       | 27.364   | 24.891   | 23.332   | 20.566    | 17.657   | 16.705   | ?        | –       | 298.761  |
| 1971 | 21.422   | 24.241   | 31.437   | 32.438    | 30.225   | 27.918   | –       | 26.845   | 26.055   | 23.696   | 20.385    | 17.427   | 16.807   | –        | –       | 298.896  |
| 1970 | 21.639   | 23.001   | 26.585   | 30.795    | 29.090   | 26.807   | –       | 25.641   | 25.177   | 21.280   | 19.534    | 7.344    | 16.696   | –        | –       | 283.589  |
| 1969 | 16.862   | 22.175   | 122.720  | 122.720   | 122.720  | 122.720  | –       | 29.331   | 27.412   | 24.663   | 55.648    | 55.648   | 55.648   | –        | –       | 298.811  |
| 1968 | 20.082   | 19.539   | 27.286   | 23.750    | 23.198   | 26.331   | –       | 136.134  | 136.134  | 136.134  | 136.134   | 136.134  | 136.134  | –        | –       | 276.270  |
| 1967 | 20.527   | 23.391   | 31.716   | 30.307    | 30.135   | 27.520   | –       | 29.614   | 26.203   | 25.953   | 20.908    | 18.777   | 16.845   | –        | –       | 301.896  |
| 1966 | 19.496   | 20.467   | 26.961   | 26.383    | 26.514   | 26.692   | –       | 22.981   | 25.541   | 25.770   | 21.400    | 18.045   | 16.955   | –        | –       | 277.205  |
| 1965 | 19.333   | 19.507   | 24.262   | 25.679    | 24.583   | 27.627   | –       | 27.916   | 25.665   | 24.504   | 20.971    | 17.975   | 17.218   | –        | –       | 275.240  |
| 1964 | 20.168   | 19.767   | 29.234   | 28.237    | 28.173   | 27.204   | –       | 27.504   | 23.912   | 24.228   | 20.711    | 17.741   | 17.257   | –        | –       | 284.136  |
| 1963 | 19.682   | 19.051   | 26.268   | 28.403    | 23.005   | 24.548   | –       | 25.990   | 24.100   | 24.356   | 21.134    | 18.272   | 17.058   | –        | –       | 271.867  |
| 1962 | 21.063   | 22.370   | 30.069   | 29.523    | 29.152   | 29.834   | –       | 27.557   | 25.030   | 23.959   | 20.846    | 18.790   | 17.927   | –        | –       | 296.120  |
| 1961 | 19.866   | 23.633   | 29.359   | 29.435    | 26.646   | 24.549   | –       | 26.112   | 22.486   | 24.680   | 20.671    | 18.050   | 17.050   | –        | –       | 282.537  |
| 1960 | 21.318   | 21.955   | 28.643   | 22.023    | 22.546   | 26.629   | –       | 25.827   | 25.543   | 26.110   | 21.044    | 18.212   | 17.031   | –        | –       | 276.881  |
| 1959 | 22.568   | 22.864   | 27.555   | 27.312    | 27.516   | 27.592   | –       | 26.340   | 24.133   | 23.258   | 21.471    | 17.728   | 16.528   | –        | –       | 284.865  |
| 1958 | 20.875   | 21.418   | 25.922   | 26.455    | 19.738   | 27.015   | –       | 26.405   | 21.499   | 23.682   | 22.792    | 18.836   | 16.382   | –        | –       | 271.019  |
| 1957 | 22.159   | 20.878   | 30.503   | 27.406    | 26.435   | 24.239   | –       | 23.662   | 22.443   | 22.343   | 19.077    | 17.115   | 15.865   | –        | –       | 272.125  |
| 1956 | 22.547   | 23.004   | 30.715   | 27.581    | 24.000   | 26.750   | –       | 25.125   | 21.754   | 21.774   | 19.830    | 17.637   | 16.144   | –        | –       | 276.861  |
| 1955 | 21.203   | 23.045   | 32.120   | 28.360    | 26.316   | 28.163   | –       | 27.144   | 23.577   | 23.934   | 19.794    | 17.330   | 16.376   | –        | –       | 287.362  |
| 1951 | 22.177   | 17.076   | 25.083   | 25.190    | 26.588   | 26.543   | –       | 26.582   | 22.714   | 22.460   | 19.660    | 17.790   | 15.577   | –        | –       | 267.440  |
| 1949 | 19.540   | 18.312   | 22.681   | 24.714    | 22.574   | 26.785   | –       | 24.525   | 20.447   | 25.227   | 18.134    | 17.090   | 15.381   | –        | –       | 253.410  |
| Jaar | Maandag  | Dinsdag  | Woensdag | Donderdag | Vrijdag  | Zaterdag | Zondag  | Maandag  | Dinsdag  | Woensdag | Donderdag | Vrijdag  | Zaterdag | Zondag   | Maandag | Totaal   |
| Jaar | 1e week  | 1e week  | 1e week  | 1e week   | 1e week  | 1e week  | 1e week | 2e week  | 2e week  | 2e week  | 2e week   | 2e week  | 2e week  | 2e week  | 3e week | Totaal   |

|  | = slecht weer (meer dan twee uur niet gespeeld) |
|  | = gehele dag niet gespeeld, vanwege de regen    |

## Nederlandse en Belgische prestaties

### Belgische successen
Namens België haalde enkel Justine Henin de enkelspelfinale (in 2001 en 2006), maar verloor die beide keren. In het dubbelspel won Kim Clijsters met haar Japanse partner Ai Sugiyama in 2003 en Josane Sigart met haar Franse partner Doris Metaxa in 1932. In 2013 speelde Kirsten Flipkens de halve finale. Bij de mannen speelden enkel Paul de Borman (in 1904) en Xavier Malisse (in 2002) ooit een halve finale. Een finaleplaats werd nog nooit behaald bij de mannen.
Bij de junioren werden al vele titels gewonnen: bij de meisjes in het enkelspel Kirsten Flipkens (2003), Nancy Feber (1993), Christiane Mercelis (1949) en Geneviève Domken (1947).
Bij de jongens in het dubbelspel in 2000 met Dominique Coene en Kristof Vliegen en in 1998 met Olivier Rochus samen met de Zwitser Roger Federer, de latere nummer 1 van de wereld.
Bij de meisjes wonnen in het dubbelspel Elke Clijsters met Barbora Strýcová in 2000 en Laurence Courtois en Nancy Feber in 1993.

### Nederlandse successen
Wimbledon heeft voor Nederland tot nu toe één kampioen opgeleverd: Richard Krajicek in 1996. Hij versloeg in de finale de Amerikaan MaliVai Washington. Betty Stöve was in 1977 verliezend finaliste tegen de Britse Virginia Wade en Tom Okker speelde in 1978 de halve finale.
Het dubbelspel is wel succesvol geweest voor Nederlanders: Betty Stöve won in 1972 met Billie Jean King de finale van het vrouwendubbelspel en in 1978 en 1981 met Frew McMillan de gemengd dubbelspelfinale, en in 1998 wonnen Jacco Eltingh en Paul Haarhuis de finale van het mannendubbelspeltoernooi.
Bij de junioren won Thiemo de Bakker in 2006 het toernooi. Fenny ten Bosch (1952), Judith Salomé (1967) en Brenda Schultz (1988) wonnen het juniorentoernooi voor meisjes.

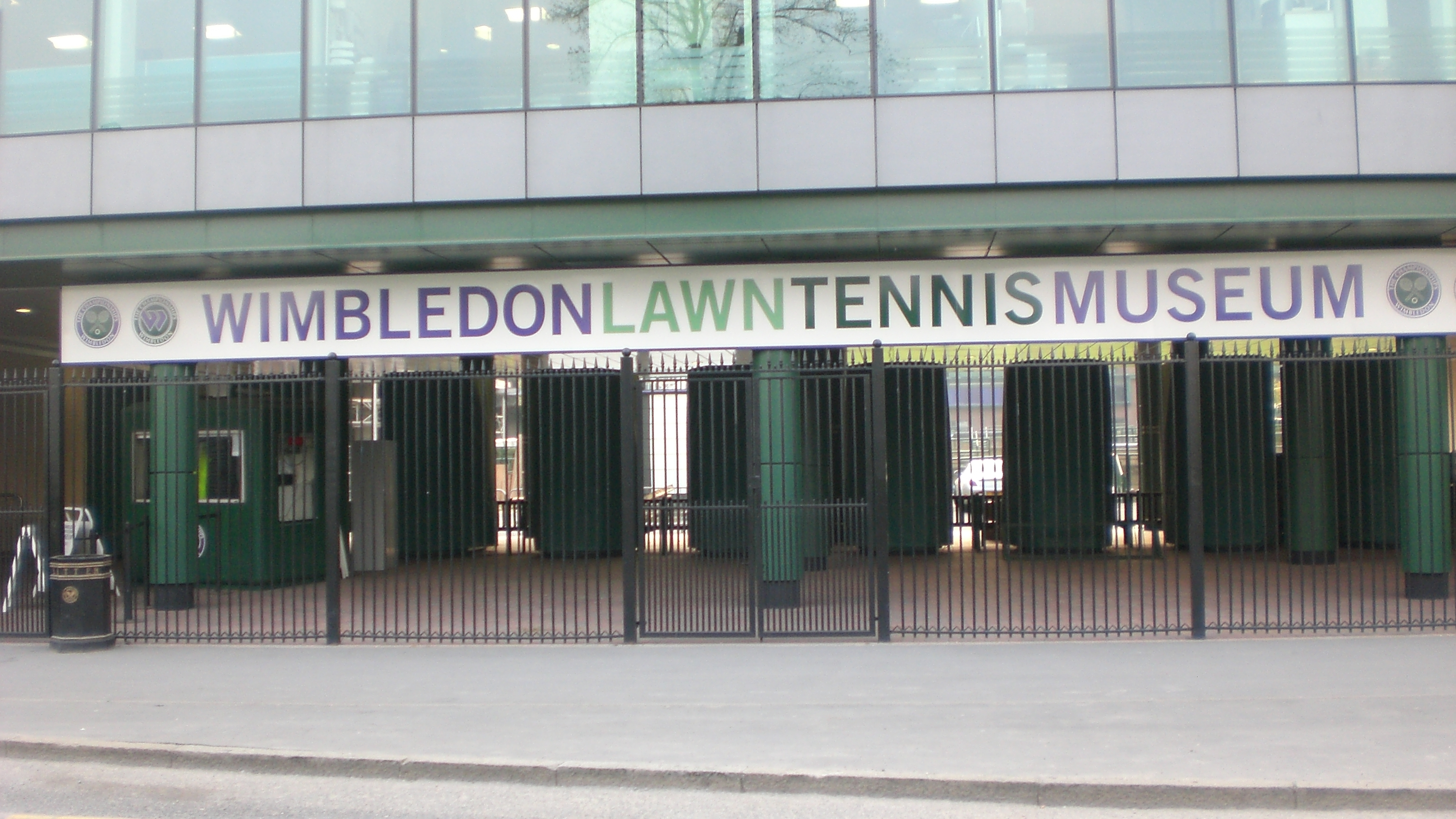
De ingang van het museum

## Tennismuseum
Sinds 12 april 2006 beschikt Wimbledon over een tennismuseum, het Wimbledon Lawn Tennis Museum waarin onder andere kleding en rackets te zien zijn van beroemde spelers en waar via aanraakschermen historische archiefbeelden en wedstrijden opgeroepen kunnen worden. Ook is er aandacht voor de ontwikkeling van het tennis en is er een filmzaal met een scherm van 200 graden vanuit het midden van het Centre Court. Het museum is elke dag geopend.

## Media

### Televisie
Vanaf de editie van 2018 wordt de complete televisieregistratie van Wimbledon verzorgt door de Wimbledon Broadcasting Services (WBS). Hiervoor werden de televisieproducties verzorgd door BBC Sport (publieke omroep van het Verenigd Koninkrijk). Vanaf 2018 worden alle 18 wedstrijdbanen live uitgezonden en worden de beelden van het Centre Court in 4K High Dynamic Range doorgegeven.
Nederland
| Jaren     | Rechtenhouder                                                                                |
| --------- | -------------------------------------------------------------------------------------------- |
| 2020-2023 | Eurosport Ziggo Sport (sublicentie)                                                          |
| 2017-2019 | Eurosport Ziggo Sport (sublicentie) NOS (NPO 2) (sublicentie; finales m/v + halve finales m) |
| 2014-2016 | FOX Sports FOX (finales)                                                                     |
| 2011-2013 | Sport1 NOS (Nederland 2) (sublicentie; finales m/v + halve finales m/v)                      |
| 2008-2010 | Net5 Sport1 (sublicentie)                                                                    |
| 2007      | RTL 7 Sport1 (sublicentie)                                                                   |
| 2006      | RTL 7                                                                                        |
| 2000-2005 | RTL 5                                                                                        |
| 1999      | Net5                                                                                         |
| 1997-1998 | NOS (Nederland 2/Nederland 3)                                                                |
| 1994-1996 | RTL 5                                                                                        |
| 1993      | NOS (Nederland 3)                                                                            |

In Nederland is Wimbledon te zien bij de officiële rechtenhouder Eurosport, die het toernooi uitzendt via de lineaire sportkanalen Eurosport 1 en Eurosport 2 en via de online streamingdienst, de Eurosport Player. Daarnaast wordt Wimbledon uitgezonden door Ziggo Sport (beschikbaar voor klanten van tv-aanbieder Ziggo) en betaalzender Ziggo Sport Totaal. Hiervoor wordt een sublicentie gebruikt die bij Eurosport is gekocht. De sublicentie houdt in dat Ziggo Sport alle wedstrijden van alle banen live mag uitzenden, behalve de wedstrijd die op Eurosport wordt uitgezonden. Eurosport heeft altijd de eerste keuze welke wedstrijden live uitgezonden worden. De halve finales en finales van de mannen en de vrouwen worden zowel op Eurosport als op Ziggo Sport uitgezonden.
Verder kan het toernooi ook gevolgd worden bij de Britse publieke omroep BBC, waar uitgebreid live-verslag wordt gedaan op de zenders BBC One en BBC Two.
De uitzendrechten van Wimbledon worden om de drie jaar op de markt gebracht. In 1993 werd Wimbledon uitgezonden door de publieke omroep NOS op Nederland 3. Van 1994 tot en met 1996 werd Wimbledon uitgezonden op de commerciële zender RTL 5. De uitzendrechten voor de periode 1997 tot en met 1999 waren in eerste instantie gekocht door de commerciële sportzender Sport 7. Deze zender werd echter op 8 december 1996 van het scherm gehaald na financiële problemen, waarna de rechten weer vrij kwamen. In 1997 en 1998 werd Wimbledon vervolgens uitgezonden door de publieke omroep NOS op Nederland 2 en Nederland 3. In 1999 waren de uitzendrechten in handen van het commerciële kanaal Net5 en van 2000-2004 was het openbare kanaal RTL 5 rechtenhouder. RTL 5 verlengde in 2005 de tv-rechten voor nog eens 3 jaar tot en met 2007. In 2006 en 2007 verhuisde RTL Nederland echter de uitzendingen van Wimbledon naar de nieuw opgerichte 'mannenzender' RTL 7. In het jaar 2007 werd Wimbledon bovendien onder sublicentie uitgezonden door betaalzender Sport1. In de periode 2008-2010 had het openbare kanaal Net5 de rechten in bezit, alsmede betaalzender Sport1 die uitzond onder een sublicentie. In de periode 2011-2013 werd Wimbledon exclusief uitgezonden door betaalzender Sport1, die conform de mediawet een sublicentie verleende aan de NOS voor het uitzenden van de finales en halve finales van het mannen- en vrouwenenkelspel op het openbare net Nederland 2. Van 2014 tot en met 2016 waren de rechten in bezit van betaalzender FOX Sports, de finales werden in die periode uitgezonden op het openbare kanaal FOX. Vanaf 2017 heeft Eurosport de Nederlandse rechten in handen, alsmede betaalzender Ziggo Sport die uitzendt onder een sublicentie van Eurosport. Van 2017-2019 zond de NOS/NPO 2 tevens de finales van het mannen- en vrouwenenkelspel en de halve finales van het mannenenkelspel uit onder een sublicentie. Eurosport heeft de rechten van Wimbledon tot en met 2023 in bezit.
In artikel 5.1 van de Mediawet 2008 is geregeld dat evenementen van aanzienlijk belang voor de samenleving op een open televisieprogrammakanaal moeten worden verspreid. De finales van het mannen- en vrouwenenkelspel zijn in deze lijst opgenomen en moeten dus op een open televisiekanaal worden uitgezonden. Voor 1 januari 2016 stonden ook de wedstrijden enkelspel met Nederlandse deelname van de halve finales van Wimbledon op de evenementenlijst. Deze zijn echter van de lijst verdwenen omdat enkele partijen zwaarwegende bezwaren hiertegen hadden. Zij gaven aan dat bij de verkoop van de uitzendrechten nog niet duidelijk is of er sprake zal zijn van Nederlandse deelname. Hierdoor ontstaat onzekerheid over de waarde van deze uitzendrechten.
België
| Jaren     | Rechtenhouder |
| --------- | ------------- |
| 2015-2023 | Eurosport     |

In België is Wimbledon te zien bij Eurosport, die het toernooi uitzendt via de lineaire sportkanalen Eurosport 1 en Eurosport 2 en via de online streamingdienst, de Eurosport Player. Wimbledon is in België vanaf 2015 exclusief te zien bij Eurosport. De eerste overeenkomst liep van 2015 tot en met 2017. De huidige uitzendovereenkomst loopt tot en met 2023.
Verenigd Koninkrijk
In het Verenigd Koninkrijk wordt Wimbledon uitgezonden op de Britse publieke omroep BBC, waar uitgebreid live-verslag wordt gedaan op de lineaire zenders BBC One en BBC Two. Daarnaast zijn alle wedstrijden van alle banen te zien via de interactieve Red Button (BBC iPlayer) van de BBC, welke alleen toegankelijk is voor inwoner van het Verenigd Koninkrijk. In 2021 heeft de AELTC het contract met de Britse publieke omroep verlengd tot 2027.
Overeenkomstig artikel 3 bis, lid 2, van Richtlijn 89/552/EEG van de Europese Raad betreffende de coördinatie van bepaalde wettelijke en bestuursrechtelijke bepalingen in de lidstaten inzake de uitoefening van televisie-omroepactiviteiten, zoals gewijzigd bij Richtlijn 97/36/EG van het Europees Parlement en van de Raad van 30 juni 1997 heeft de Britse overheid bepaalt dat de finales van Wimbledon volledig rechtstreeks moeten worden uitgezonden op een openbaar televisiekanaal. De andere wedstrijden van het tennistoernooi van Wimbledon moeten middels passende secundaire berichtgeving te volgen zijn via een openbaar kanaal. Met BBC als rechthebbende, wordt sowieso aan deze wettelijke eisen voldaan.
Overige landen
Vanaf 2017 heeft Eurosport de exclusieve televisierechten in bezit voor de landen Bulgarije, Finland, IJsland, Hongarije, Nederland, Noorwegen, Roemenië, Rusland en Zweden. In 2020 zijn daar de landen Tsjechië en Slowakije bijgekomen. Van 2017 tot en met 2019 had Eurosport tevens de exclusieve uitzendrechten voor de landen Azerbeidzjan, Georgië, Kazachstan, Kirgizië, Oekraïne, Oezbekistan, Tadzjikistan, Turkije en Turkmenistan. In diezelfde periode had Eurosport de exclusieve rechten in Estland, Letland en Litouwen, met de enige uitzondering als de lokale spelers uit die landen speelden, dan hadden ook andere zenders uit die landen het recht op die wedstrijden uit te zenden. Daarnaast had Eurosport van 2017-2019 de niet-exclusieve tv-rechten in Albanië, Armenië, Bosnië-Herzegovina, Kroatië, Kosovo, Macedonië, Moldavië, Montenegro, Servië, Slovenië en Wit-Rusland,